# Říšský prelát

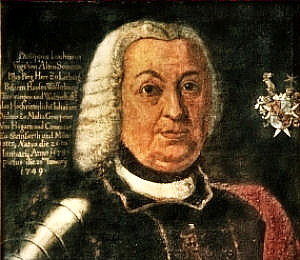
Philipp Joachim von Prassberg, velkopřevor Maltézských rytířů, kníže a říšský prelát

Říšští preláti (německy Reichsprälaten, latinsky Prelates imperii) byli představitelé takových řádových či výjimečně diecézních církevních institucí, jako jsou kláštery, koleje, kapituly či komendy, kteří ve světských záležitostech podléhali pouze římsko-německým panovníkům, nikomu dalšímu. Byli to vládci malých, někdy trpasličích, do určité míry svrchovaných státečků. Jejich povinnosti i práva v mimocírkevní oblasti byly pevně zakotveny v platných zákonech Svaté říše římské. Někteří z těchto prelátů byli říšskými knížaty a někteří byli dokonce rovni knížatům-biskupům. Knížata-biskupové ovšem mezi říšské preláty nepatřili a preláti tak tvořili v rámci říšských stavů a říšských suverénů zvláštní stav. Od doby reformace se mezi říšskými preláty objevovali také evangeličtí duchovní hodnostáři.

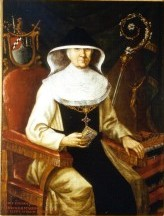
Poslední benediktinská abatyše říšského kláštera Rottenmünster, Maria Juliana Mayer

## Charakteristika

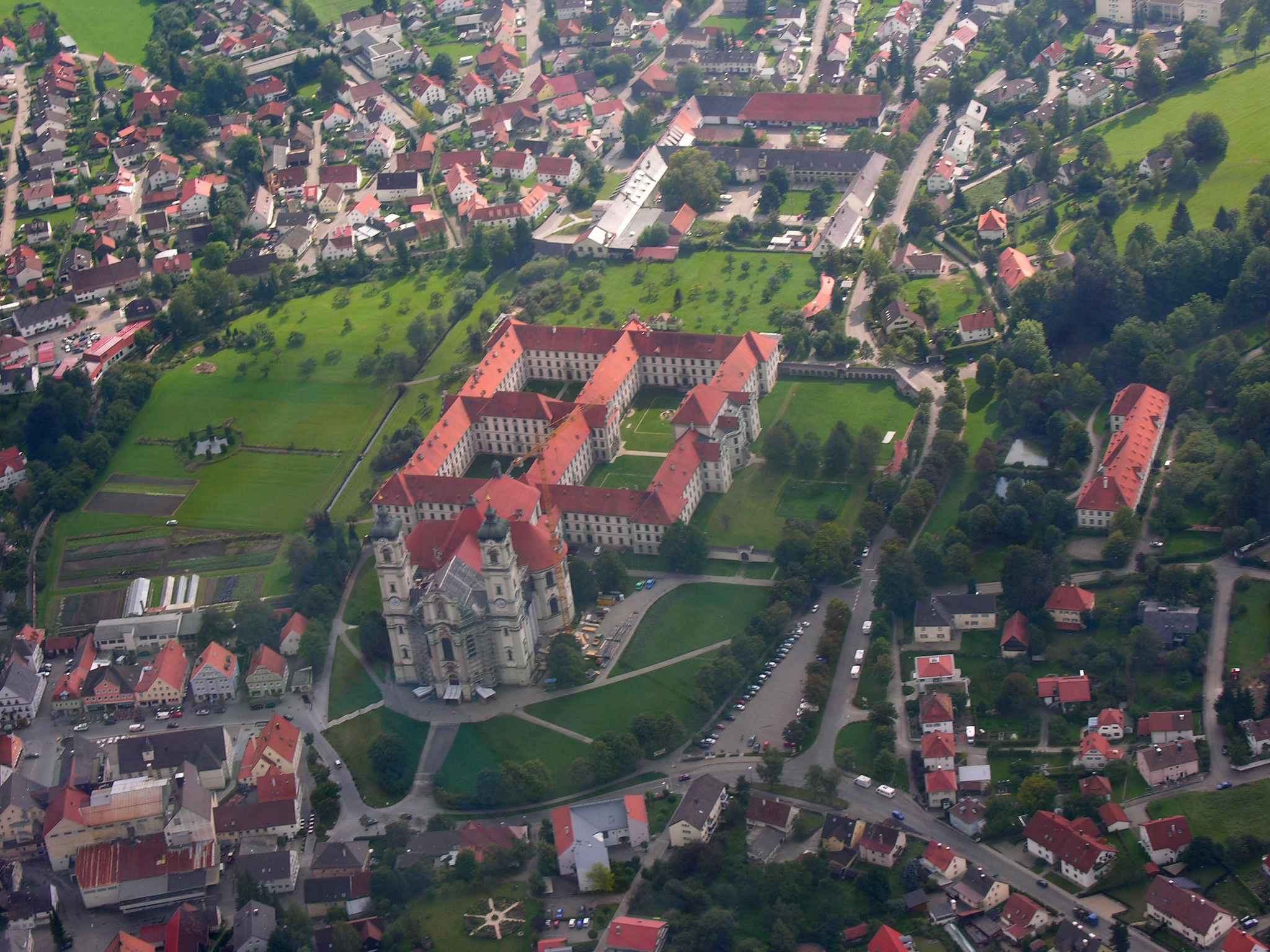
Říšské benediktinské opatství Ottobeuren v Bavorsku

Existuje několik definic říšského preláta podle šíře pohledu. V nejužším smyslu jsou říšskými preláty jen ti duchovní představení, jejichž kláštery či obdobné instituce byly zastoupeny na říšském sněmu mezi říšskými stavy a tedy platily říšskou daň, stanovenou říšskou matrikou a při sněmovních volbách jim náležel virilní knížecí nebo kuriátní prelátský hlas. V širším smyslu patří k říšským prelátům také ti bezprostřední preláti, kteří nebyli stavy v rámci celé říše, ale jen v rámci některého z říšských krajů, kde měli hlasovací právo. I tito stavové platili říšskou daň stanovenou říšskou matrikou a příslušnou matrikou krajskou. Ještě liberálnější pohled řadí mezi říšské preláty jakékoli preláty a duchovní instituce, požívajících říšskou bezprostřednost, tedy podléhajících jen císaři. Takovéto duchovní ústavy, nejčastěji ženské kláštery, náležely občas k říšskému rytířstvu nebo nebyly v rámci Svaté říše římské nijak organizovány. Tyto kláštery či obdobné řádové instituty nebyly povinny platit říšskou daň a nepatřily k říšským ani krajským stavům. Čtvrtý a nejširší pohled řadí k říšským prelátům i představitele těch klášterů, kanonií apod., kteří sami sice nebyli immediátními preláty a jejich řádové budovy s panstvími podléhaly některému suverénovi (tito preláti obvykle také patřili k zemským stavům příslušného říšského státu nebo státečku, především ale vždy odváděly daně svému zeměpánovi, jako vévodovi či hraběti, který pak zase měl vůči klášteru povinnost ochrany). Nezbytnou podmínkou pro zařazení těchto zemských prelátů mezi preláty říšské však bylo vlastnictví nějakého bezprostředního území v říši, ať už rytířského, krajského, stavovského či jiného. Tím se lišili od ostatních zemských prelátů, například od opatů či převorů všech klášterů českých. Následující seznam eviduje říšské preláty podle poslední, nejširší definice s tabulkovými daty, které je blíže charakterizují.

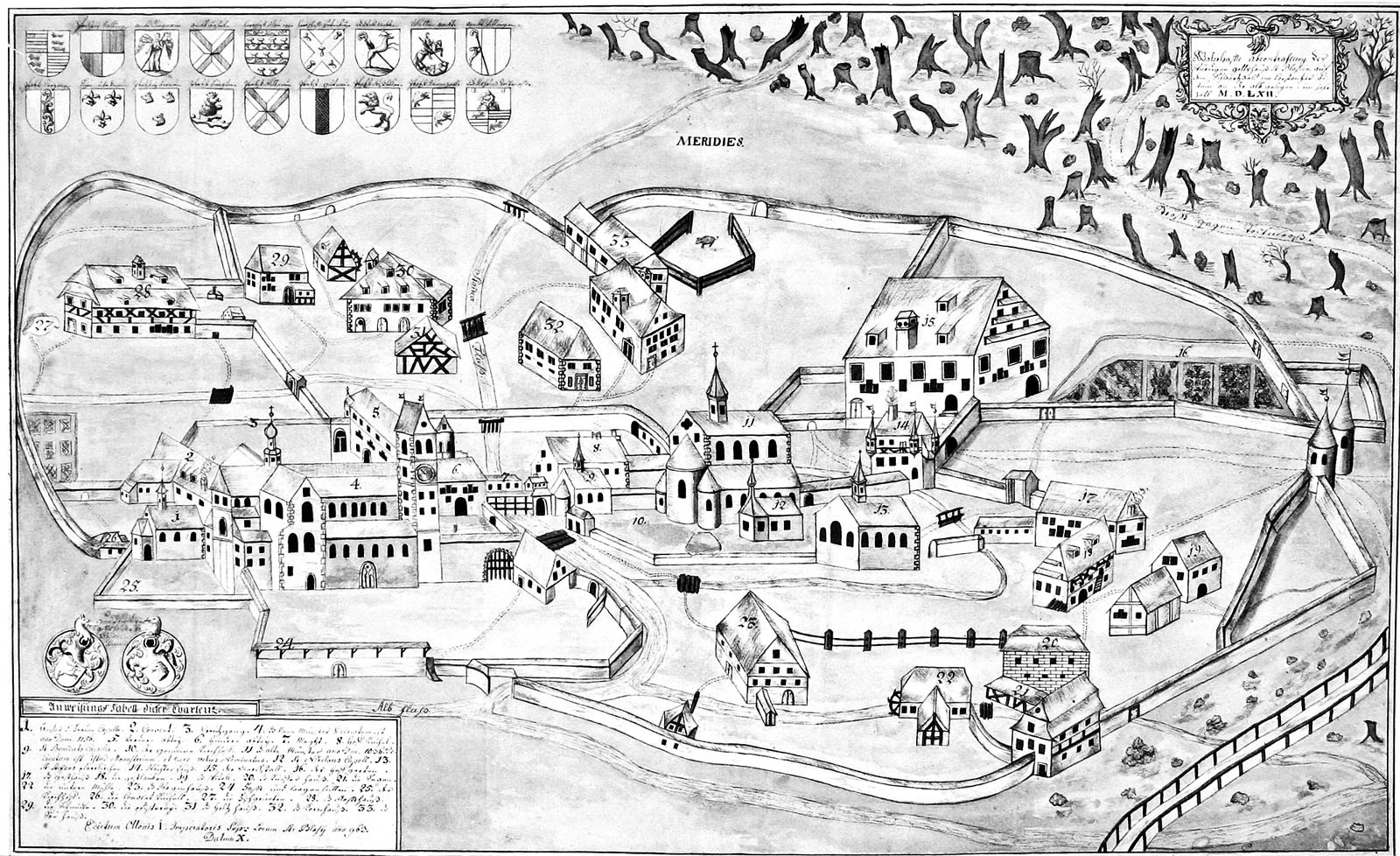
Pohled na klášter St. Blasien kolem r. 1562. V levém horním rohu erby klášterních šlechtických manů a ministeriálů

Všichni říšští preláti a jim podřízené instituce bez rozdílu definice však přímo či skrze některé držené feudální panství podléhali bezprostředně římsko-německým panovníkům (i když částí držby nebo samotným klášterem mohli mít více zeměpánů). Z říšské bezprostřednosti jim plynuly povinnosti služby říšskému panovníkovi (latinsky servicium regis), především závazek panovníka hostit, jak dokládají i císařská apartmá nejbohatších říšských opatství, zejména těch v katolickém Švábsku. Stavovští preláti a preláti sdružení v říšských krajích museli navíc platit říšskou daň a stavět vojáky do říšské armády podle znění říšské či krajské matriky. Na druhou stranu opati, abatyše probošti, velmistři a další říšští preláti získávali z rukou císařů a papežů tzv. imunitu (latinsky Imunitas). Císařská imunita byla jen jiným výrazem pro říšskou bezprostřednost, která se týká přímo říšských prelátů (nikoli však těch, jejichž klášter apod. nebyl sám bezprostřední a bezprostřednost se vztahovala na prelátem držené feudální panství s jiným (např. rytířským) statusem. Výhodou bezprostřednosti (imunity) bylo právo obracet se v soudních a politických záležitostech přímo na císaře nebo ústřední říšské orgány (říšský sněm, říšský komorní soud apod.), osvobození od jiných než říšských daní, osobní ochrana prelátovy duchovní instituce císařem a právo výkonu nižší, obvykle však vyšší soudní pravomoci nad poddanými, často včetně hrdelního práva. Vedle císařské imunity existovala také imunita papežská, která znamenala osvobození kláštera od desátků a soudní pravomoci diecézního biskupa i arcibiskupa. Papežská imunita bývala udílena většině klášterů v celé Evropě, ne jenom říšským prelátům a vždy se vztahovala jen na budovy kláštera a jeho nejbližší okolí (často malá část města) a služebnictvo (německy tzv. Immunitätsbezirk). Na rozdíl od práva územního opatství se papežské imunitní právo nevztahovalo na širší okolí a klášterní vsi a už vůbec ne na farnosti na klášterních pozemcích, ale jen na kláštery samotné a bezprostřední příslušenství s poddanými, kteří mnohdy klášterní kostel využívali jako svůj farní. Papežové však imunitní právo říšských opatů mnohdy obohacovali o právo jisté nezávislosti klášterů a kanonií vůči představeným jejich řádu, například vůči generálním opatům. Tím se papežská imunita daná říšským prelátům obvykle lišila od imunity, kterou Svatý stolec udílel klášterům závislým ve světských záležitostech přímo na některém panovníkovi. Práva říšských prelátů se v zásadě rovnala právům ostatních říšských suverénů, jen několik málo prelátů (opat ze St. Gallenu, německý komtur v Mainau a opat ze Saint-Claude ve Franche-Comté) smělo dokonce povyšovat do šlechtického stavu a udílet erbovní znaky.

## Vznik a dějiny

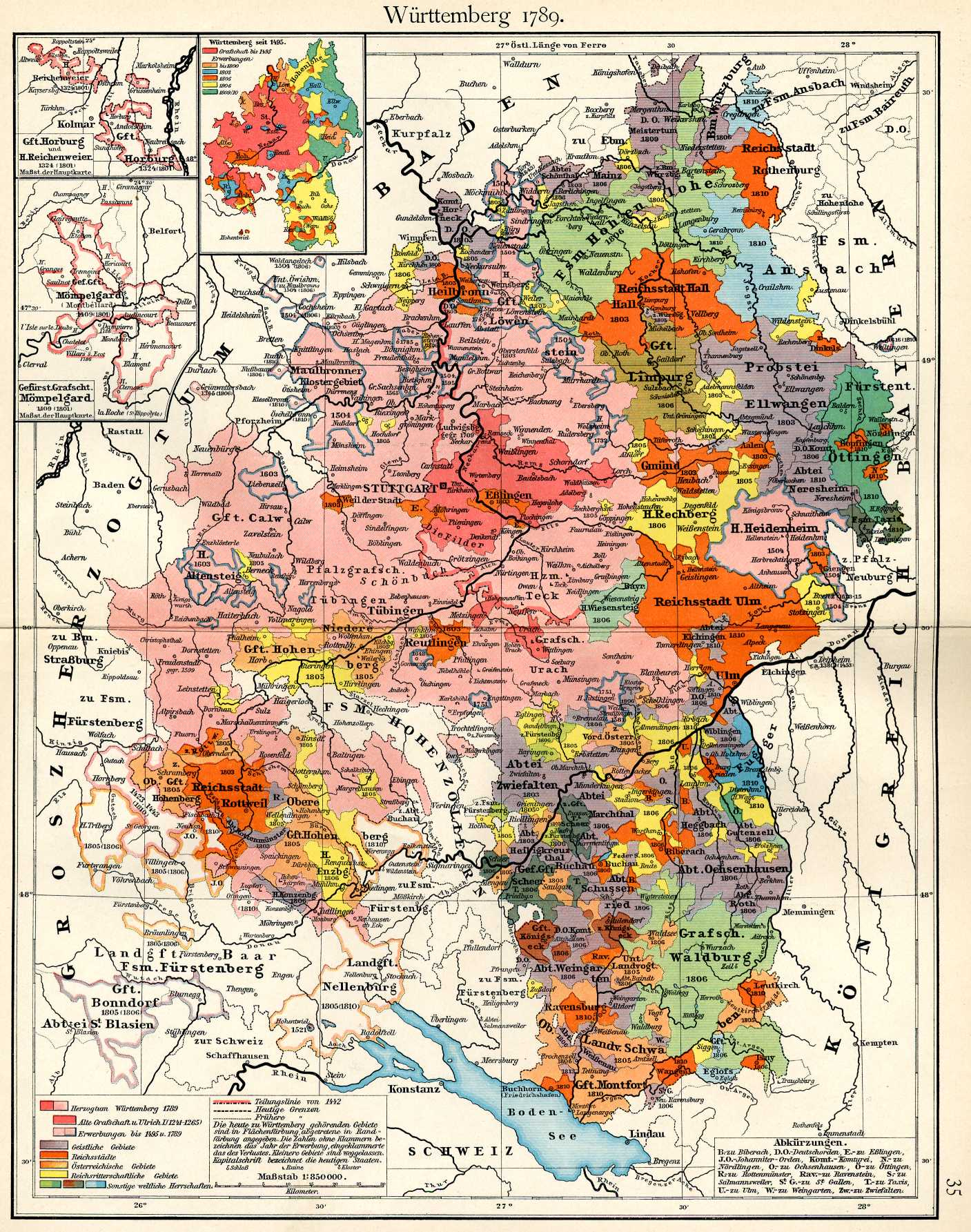
Mapa prelátských státečků ve Švábsku (zobrazeny fialově)

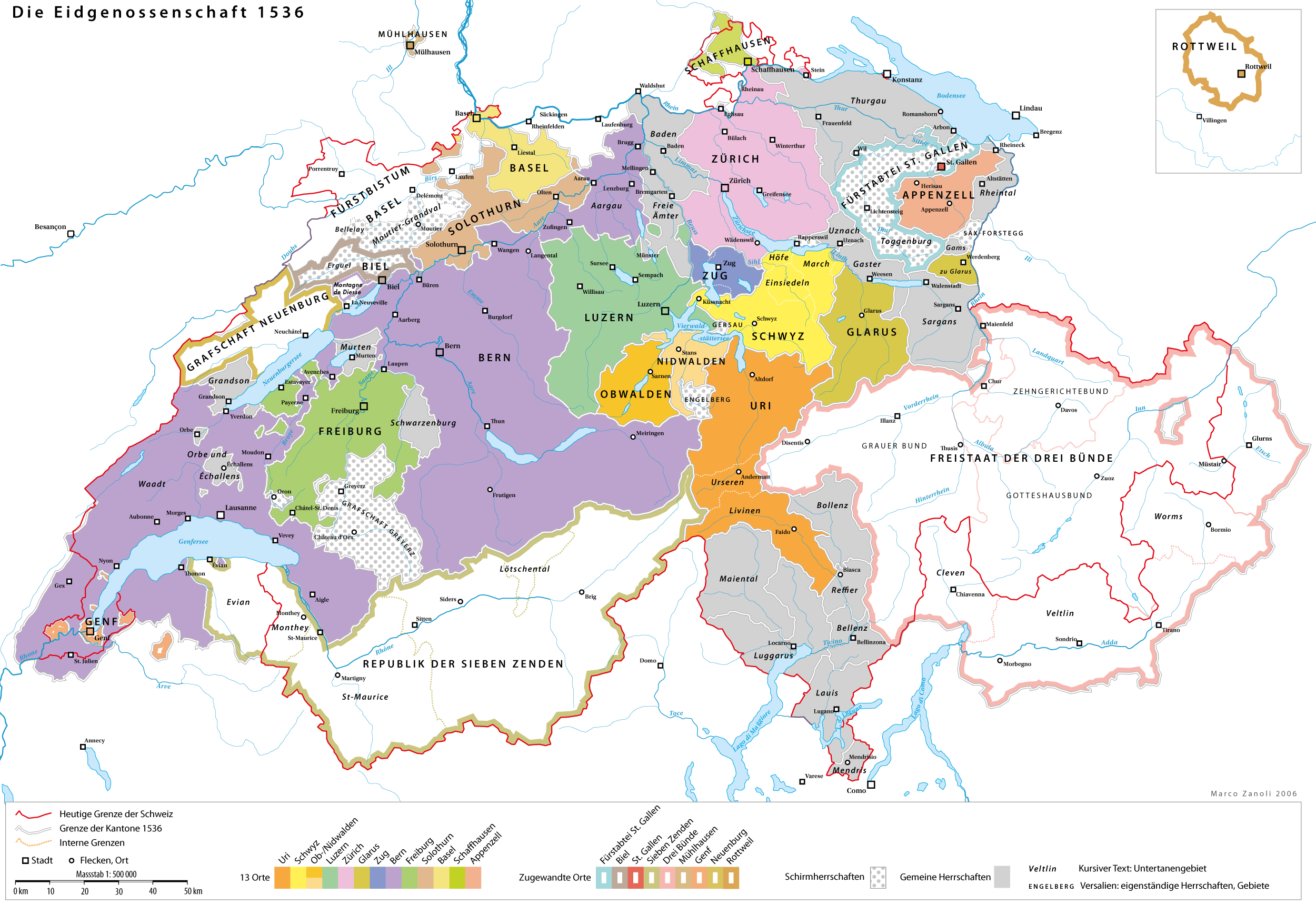
Prelátské státečky ve Švýcarsku roku 1536, včetně v té době již zaniklých (St. Gallen, Engelberg, Einsiedeln, Pfäfers, Schänis)

Střední Evropa za vlády Štaufů, biskupské a prelátské státečky fialově

Již první kláštery zakládané v dnešním francouzsko-německém prostoru v dobách Franské říše Merovejců a prvních Karlovců bývaly založeny z vůle krále či císaře, který se postaral o jejich zaopatření a také fungoval jako nejvyšší soudce ve sporech kláštera s jinou vrchností a jako nejvyšší světský ochránce řeholníků či řeholnic. Všechny kláštery podřízené přímo panovníkovi tedy fakticky bylo možné označit za říšská opatství. Protože však jak Franská říše, tak Svatá říše římská ve svých prvních staletích byly do značné míry centralizované (v rámci primitivních poměrů raného středověku), nebyla říšská bezprostřednost ničím zvláštním a nelišila se nijak od postavení klášterů, kanonií apod. jinde v Evropě, např. v Českých zemích. Výrazné změny přinesl teprve proces teritorializace Svaté říše římské, dovršený po pádu Štaufské dynastie v druhé polovině 13. století. Již v 10. století při vzniku kmenových vévodství podléhaly mnohé kláštery spíše vévodům než králi. Postupem času se z moci kmenových vévodů vymaňovali různí feudálové, až se nakonec poslední kmenová vévodství: Saské a Bavorské, rozpadla po klatbě uvalené na Jindřicha Lva v roce 1180. S rozpadem velkých feudálních celků a rozpadem tradičních lenních vazeb docházelo k osamostatnění mnohých klášterů a jejich představených – říšských prelátů. Paralelně s tímto procesem však postupovaly tendence zcela protichůdné: římský panovník totiž světskou ochranu klášterů často svěřoval jmenovanému fojtovi, obvykle z řad říšských hrabat či jiných říšských vládců. Navíc mnozí z říšských knížat, hrabat i pánů se sami rozhodli zakládat kláštery na svých doménách, které jim pak nezřídka sloužily za rodové hrobky a za místo, kam odcházeli neženatí a neprovdaní členové jejich rodů, aby takto našli zaopatření, často i ve funkci opata nebo abatyše. Takto se nejpozději ve 13. století vytvořila hranice mezi říšskými (bezprostředními) a ostatními preláty. Mezi říšskými opatstvími převládaly v drtivé většině kláštery benediktinů, jako kláštery nejstarší západní mnišské řehole, větší množství říšských duchovních institucí patřilo také ke světským kanoniím a konventům, dále ke kanoniím augustiniánů a premonstrátů a ke klášterům cisterciáků. Ve 13. století přibyly také dva rytířské řády: Johanité a Němečtí rytíři, kdy oba tyto řády vlastnily na území říše desítky komend, z nichž některé byly bezprostřední a ve výjimečných případech dokonce získaly důstojenství a práva říšských stavů. Nejbohatší kláštery s největšími pozemky ležely většinou v oblasti dnešního Švýcarska a také Švábska, zejména při březích Bodamského jezera. V době reformace byly mnohé říšské kláštery, konventy či kanonie zrušeny, jiné pouze ztratily své bezprostřední postavení a říšské stavovství a další se změnily na evangelické konventy (většinou ženské), které si udržely své dosavadní postavení a staly se říšskými evangelickými duchovními preláty (např. abatyše z Quedlinburgu, Gandersheimu nebo Gernrode). Některé konventy a kanonie se přidaly k říšskému rytířstvu a v jednom případě k zemskému rytířstvu starohesenskému (Kaufungen).
Koncem 15. a v průběhu 16. století se zformovalo pevně postavení všech říšských stavů, preláty nevyjímaje. Stavovství bylo, až na výjimky, vázané na říšskou bezprostřednost a platbu říšské berně (Reichssteuer) stanovené říšskou matrikou (Reichsmatrikel). Pevně byly stanoveny otázky hlasování na říšském sněmu s hlasem buď virilním (Virilstimme) nebo podílem na hlase kuriátním (Kuriatstimme). V roce 1495 se ve Švábsku sdružily mnohé mužské i ženské kláštery do kolegia prelátů s jediným hromadným (kuriátním) hlasem v lavici říšských duchovních knížat. Počátkem 17. století přibylo ještě tzv. Kolegium prelátů porýnských se svým vlastním kuriátním hlasem. Během 16. století získalo postupně několik nejvýznamnějších prelátů (velkopřevor maltézských rytířů, opat z Ellwangenu, opat z Corvey, opat z Fuldy, opat z Kemptenu a další) virilní hlas v kurii říšských duchovních knížat, který původně přináležel jen knížatům-biskupům. Od vzniku říšských krajů v roce 1500 získali mnozí preláti hlas na některém z krajských sněmů, především pak na sněmu Švábského kraje, kde bylo klášterů a dalších řádových domů nejvíce. Zatímco během 16. století se řada říšských klášterů (Disentis, Saint Maurice, St. Gallen, Muri, Pfäffers aj.) dostala pod svrchovanost Švýcarského spříseženství a roku 1648 oficiálně vyloučena z říše, v následujícím století se zase někteří opati stali poddanými francouzského krále (kláštery Lure, Andlau, Murbach, Marmoutier atd.). Konfesijní příslušnost říšských teritorií, tedy i klášterních statků, byla od reformace určována pomocí „normálových roků“ (Normaljahr), ke kterým se vracely všechny velké říšské mírové dohody (např. Augsburský mír, Restituční edikt, Pražský mír nebo Vestfálský mír). Za normálový rok byly postupně prohlášeny roky 1552, 1582, 1624, 1648 a 1803. Později stanovené normálové roky obvykle znamenaly císařem daný dodatečný souhlas s postupem jedné z obou evangelických konfesí na úkor katolíků a také souhlas s předchozími nezákonnými sekularizacemi, a tedy faktickým rozkrádáním řádového majetku ze strany říšských knížat, do kterého se zapojovala i knížata katolického vyznání. Finální usnesení mimořádné říšské deputace v únoru roku 1803 znamenalo sekularizaci prakticky všech bezprostředních i mnohých dalších řádových domů v celém Německu a úplný zánik říšských prelátů jako politického stavu na sněmu Svaté říše římské. Ve zcela výjimečných případech přežily některé nestavovské kláštery a rytířské komendy až do zániku říše 6. srpna 1806.

## Říšská bezprostřednost a stavovství
Jednotlivé řádové domy či kolegiátní kapituly mohly požívat „více druhů říšské bezprostřednosti“. Nejžádanější bylo, když sídlo říšského preláta a jeho instituce ležely uprostřed feudálního panství, které prelátovy přímo podléhalo. Pokud ovšem příslušná instituce, například klášter, stála uprostřed většího města, bývalo běžné, že se její bezprostřednost vztahovala jen na vlastní budovy, hospodářské zázemí a zahrady. Lépe majetkově zajištěné městské kláštery disponovali pochopitelně ještě (bezprostředním) panstvím někde ve vzdálenějším okolí, často i desítky kilometrů za hradbami mateřského města. Příkladem mezi stavovskými říšskými preláty může být klášter Petershausen ve městě Kostnici s rozsáhlejším majetkem na poloostrově Bodanrück v Bodamském jezeře či klášter Svatý Ulrich a Afra v Augšpurku, vlastnící ves Haunstetten za městem (dnes součást Augšpurku). V obou uvedených příkladech bylo oddělené území rovněž plnoprávným říšským (případně i krajským) stavovským územím. Jiné stavovské kláštery, např. švýcarské Muri, od 16. století se spornou bezprostředností, vlastnily nestavovská oddělená území v říši, která nebyla jinak než majetkovou vazbou svázána se svou duchovní vrchností (v případě Muri jeho državy v rámci říšského rytířstva či panství Dettensee). I nestavovské kláštery bývaly vlastníky oddělených bezprostředních držav a často ani sami nemusely být bezprostřední, pokud šlo o klášterní budovy. Pokud jde o říšské stavovství, bývali na říšských dvorských sněmech původně zastoupeni téměř všichni bezprostřední říšští preláti. S koncem středověku a říšskou reformou roku 1495 se situace začala měnit.

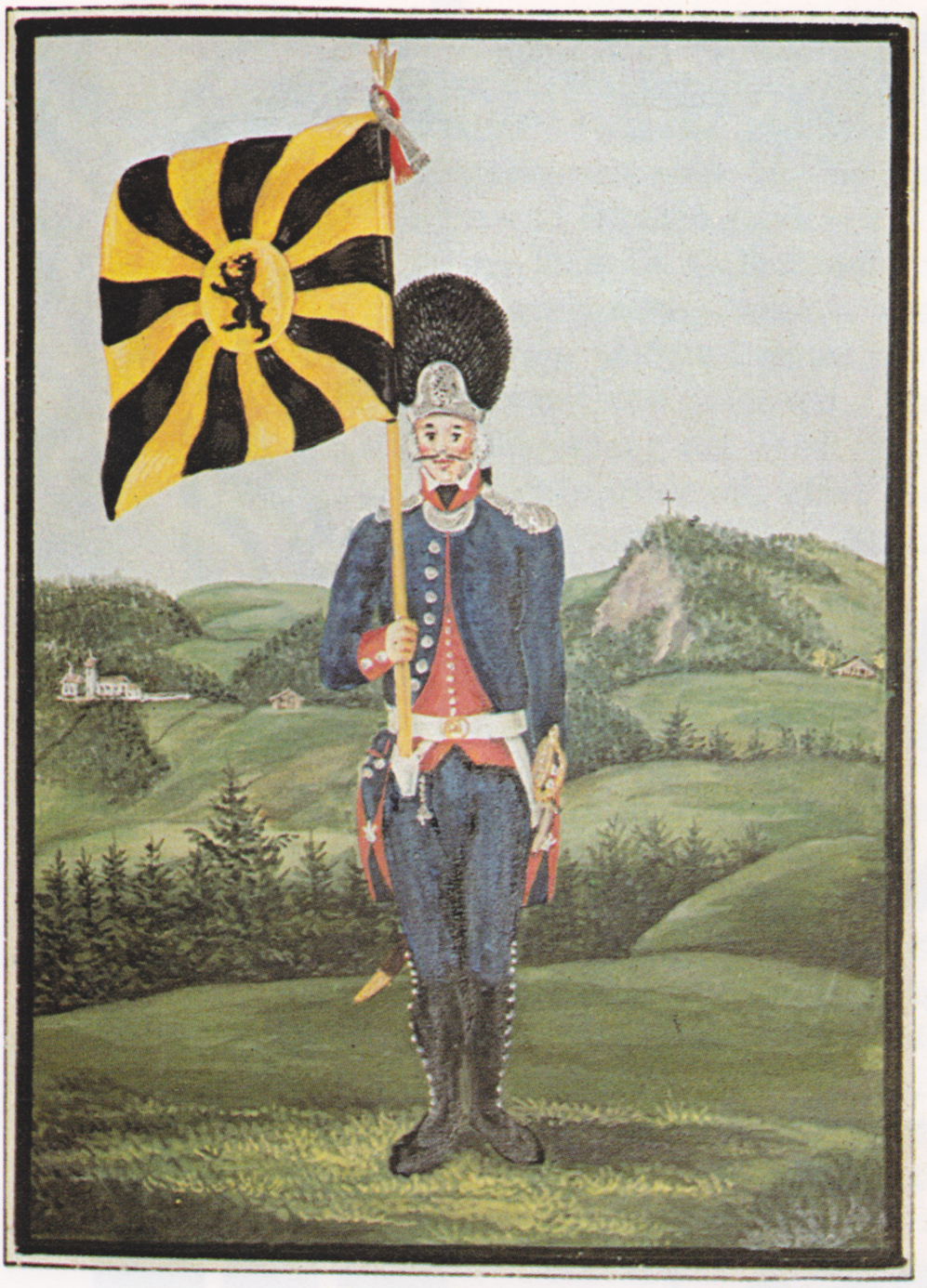
Granátník vojska státečku kláštera St. Gallen (se státní vlajkou v ruce) v l. 1780 až 1790. Akvarel D. W. Hartmanna

Říšské stavovství a tedy účast na říšských sněmech začaly být pevně vázány na platbu říšské daně, evidované od r. 1521 v říšské matrice a určené především k vydržování říšského vojska. Navíc od roku 1495 začal být virilní hlas, tedy právo účastníků hlasovat jedním hlasem sám za sebe, omezováno pouze na říšská knížata. Během 16. století byli někteří z knížecích prelátů (ne však všichni) znovu výslovně přijati mezi říšská duchovní knížata s právem hlasovat na sněmu. Těm, kteří neměli knížecí titul či jej měli, avšak nebyli přijati na uzavírající se sněm začal být, podobně jako říšským hrabatům a pánům, vyhrazen jen hlas kuriátní, tedy takový, kdy se celá kurie či kolegium dělilo o jediný hlas. Prvním prelátským kolegiem bylo kolegium bohatých prelátů ve Švábsku, vzniklé již na začátku reforem roku 1495. Druhé z kolegií, kolegium prelátů porýnských (ač ve skutečnosti zahrnovalo preláty nejen na Rýně, ale všude v říši mimo Švábsko), se zformovalo teprve kolem roku 1640 a až roku 1653 mu byl přiznán vlastní kuriátní hlas. Přijetí kolegia na sněm se uskutečnilo z důvodu vyrovnání konfesí při hlasování. Ze čtyř kolegií říšských hrabat na sněmu bylo pouze jediné – švábské – většinově katolické, zvýšení počtu prelátských kolegií na dvě tak dávalo spolu s hraběcím švábským kolegiem tři kuriátní hlasy pro katolíky odpovídající třem protestantským hlasům tří zbývajících kolegií říšských hrabat. V následujících desetiletích ovšem získali v kolegiu franckých hrabat katolíci většinu a kolegium dolnorýnsko-vestfálských hrabat se konfesijně vyrovnalo a nadále přijímalo nové členy výlučně paritně, takže poměr se změnil na 4:1 pro katolíky s jedním kolegiem neutralizovaným. Kolegium porýnských prelátů ovšem již zůstalo, nová prelátská ani hraběcí kolegia již nevznikla a na hlasovacím systému nebylo až do roku 1803 nic měněno. Předsednictví mezi preláty ve švábském kolegiu náleželo trvale opatovi z Kaisheimu, v kolegiu porýnském byl předsedou kníže-opat z Werdenu. Čtyři kláštery (Svatý Ulrich a Afra v Augšpurku, Kaisheim, Buchau a Isny) byli, alespoň po jistou dobu, členy obou kolegií zároveň. Mimo knížecí radu a obě prelátská kolegia byli preláti zcela výjimečně také členy Kolegia švábských hrabat. Do tohoto kolegia byla přijata kněžna-abatyše z dámského konventu Buchau a od roku 1613 patřil k jeho členům také opat ze Sankt Blasien v Breisgavsku, který sám sice ztratil stavovství i bezprostřednost, ale roku 1609 si zakoupil stavovské hrabství Bonndorf, za které zasedal v kolegiu jako bezprostřední hrabě. V roce 1803 po sekularizaci kláštera získal toto hrabství ještě kníže-velkopřevor maltézských rytířů z Heitersheimu, který v kolegiu švábských hrabat zasedal v letech 1803–1806, i když šlo o zasedání čistě formální, protože sněm se v závěrečných letech existence říše již nesešel.

## Seznam říšských prelátů
- * hvězdičkou v kolonce "říšská bezprostřednost" jsou označeny ty řádové a diecézní domy, jejichž bezprostřednost s, přinejmenším v posledních letech své existence, omezovala jen na instituci samu a budovy řádového nebo diecézního domu (zvláštní vedlejší panství nebo držba statků říšského rytířstva nejsou zahrnuty a jsou případně uvedeny v posledním sloupci).
- Ex. Jako Ex., tedy exemptní, jsou označena ta opatství, která v duchovních záležitostech podléhala přímo papeži (měla tedy papežskou exempci) a tvořila tzv. územní opatství. V praxi tedy nejen klášter sám, ale i jeho pozemky, obvykle v hranicích jeho bezprostředního státečku/knížectví, podléhaly jen papežské církevní jurisdikci a byly vyňaty z pravomoci biskupů i arcibiskupů.

Barevně jsou označeni ti preláti a ty řádové domy, které si v rámci říšského stavovství podržely zastoupení na říšském sněmu přinejmenším do sklonku 18. století. Kláštery povýšené na biskupství a sekularizované nejsou do barevného odlišení pojaty. Přehled barev:
- Fialově: Knížecí rada s virilním hlasem
- Zeleně: Kolegium švábských prelátů
- Hnědě: Kolegium rýnských prelátů
- Žlutě: Kolegium švábských hrabat

| Znak    | Název | Existence | Říšská bezprostřednost (v závorce země jíž území připadlo po zániku duchovního státečku či stát nástupnický) | Knížecí titul | Říšské stavovství | Krajské stavovství | Říšské rytířstvo                                                                                               | Další říšská bezprostřední území |
| ------- | --- | --- | --- | --- | --- | --- | --- | --- |
|         | Premonstrátská kanonie Allerheiligen (Všech Svatých) ve Schwarzwaldu | 1196–1802 | - 1196–1757 - ( Štrasburské knížecí biskupství) | ne | říšští preláti | Švábský kraj (1500–1545) | ne | - Panství Siggen (1094-13. století) |
|         | Benediktinský klášter Alpirsbach | 1095–1535 | ne, viz dále | ne | ne | ne | ne | - Panství Loßburg (1501-?) |
|         | Konvent premonstrátek Altenberg ve Wetterau | 1167–1802 | - 1192–1802 – trvale zpochybňována - ( Knížectví Solms-Braunfels) | ne | ne | ne | ne | ne |
|         | Benediktinský klášter Notre Dame v Ambronay | 797–1791 | - Ex. 797–1282 - ( Savojské hrabství) | ne | ne | ne | ne | ne |
|         | Benediktinský klášter Amorbach | 734–1803 | - cca 800–1272 - ( Mohučské knížecí arcibiskupství) | ne | | ne | ne | ne |
|         | Klášter benediktinek Andlau | kol. 880–1792 | - Ex. mezi 1178 1220–1680/85 - ( Francouzské království) | 2. pol. 14. stol.-1792 | říšští preláti (1288-15. stol.)                                                                                        | | ne | ne |
|         | Cisterciácký klášter Arnsburg | 1174–1803 | - 1715–1803 - ( Hrabství Solms-Laubach) | ne | ne | ne | ne | ne |
|         | Premonstrátská kanonie Arnstein | 2. pol. 11. stol.-1803 | - 1145–1803 - ( Nasavsko-weilburské knížectví) | ne | ne | ne | Skrz statky Seelbach, Winden a Weinöhr, vlastněných od roku 1170 v Kantonu Střední Rýn                         | ne |
|         | Klášter cisterciaček Baindt | 1240–1802 | - 1376–1802* - ( Hrabství Baindt hraběte Aspremont-Lynden) | ne | Kolegium švábských prelátů                                                                                             | Švábský kraj (1500–1802) | ne | ne |
|         | Benediktinský klášter (do r. 1190 premonstrátská kanonie) Bebenhausen | asi 1183–1534; v l. 1534–1807 evangelická klášterní škola                                                                    | - 1361–1498 - ( Württemberské vévodství) | ne | říšští preláti | ne | ne | |
|         | Benediktinský klášter Benediktbeuern | 725 až 728–1803; 1930–současnost (obnoveno jako klášter Salesiánů)                                                           | - 817–1052 - ( Bavorské vévodství) - 1078–1116 - ( Augšpurské knížecí biskupství) - 1275–1422 - ( Bavorsko-mnichovské vévodství)                                                                                              | 1275–1422 (podle jiných zdrojů jen do vlády Ludvíka Bavora) | ne | ne | ne | |
|         | Augustiniánské proboštství Berchtesgaden | 1102–1803 | - Ex. 1156/1194 (potvrzena 1290)–1803 - ( Salcburské kurfiřtství) | 1380–1803 | Rada říšských knížat (1559–1803)                                                                                       | Bavorský kraj (1500–1803) | ne | |
|         | Benediktinský klášter Beuron | cca 1185–1803; 1863–současnost                                                                                               | ne | ne | ne | ne | panství Randegg v kantonu Heggau-Ällgau-Bodensee (1737–1803)                                                   | - Ves Bärenthal se zámkem Ensisheim (1751–1803) |
|         | Cisterciácký klášter Bildhausen | 1156–1803 | ne, viz dále | | | | Skrz panství Unsleben a Poppenhamer v kantonu Rhön-Wera                                                        | |
|         | Benediktinský klášter Blaubeuren | cca 1085–1536 | - cca 1085–1536 - ( Württemberské vévodství) | | | | | |
|         | Benediktinský klášter (od r. 1495 rytířská duchovní akademie) Bleidenstadt | 812–1495/1802 | - 1495-krátce po 1648 - ( Mohučské kurfiřtství) | ne | ne | ne | Kanton Střední Rýn                                                                                             | ne |
|         | Kolegiátní kapitula (Münster) u sv. Cassia a sv. Florentia v Bonnu | 6. či 7. století-1802 | ne, viz dále | ne | ne | ne | ne | - Panství Altenkirchen (1131 – pol. 12. století) - Panství Drachenfels (před 1149 – kol. 1350) |
|         | Cisterciácký klášter (od r. 1931 kapucínský) Bronnbach | 1151–1802; 1921–1958 | - de facto v l. 1656–1802, římskými panovníky ale nepotvrzená - ( Statky knížete Löwenstein-Wertheim-Rosenberg) | ne | ne | ne | ne | ne |
|         | Konvent světských katolických kanovnic Buchau | cca 700–1802 | - 1347–1802, Větší panství získáno r. 1625 po odumření klášterního lenního panství Straßberg - (Knížectví Buchau knížete Thurn-Taxise)                                                                                        | 1347–1802 | Kolegium švábských hrabat                                                                                              | Švábský kraj | | - Panství Saulgau (819–1299) - Panství Straßberg (13. století-1802, do roku 1625 udíleno v léno drobným leníkum) |
| [ 16 ]  | Klášter benediktinek Burtscheid | 997–1802 | - 1138/1220–1795/1802 - ( Francouzská republika) | ne | Kolegium rýnských prelátů                                                                                              | ne | ne | - Podíl na říšské doméně Boppard (10.–12. století) |
|         | Kartouza Buxheim | cca 1100–1803 | - 1548–1803 - (Panství Buxheim hraběte Osteina) | ne | Kolegium švábských prelátů                                                                                             | ne | ne | ne |
|         | Kolegiátní kapitula při dómu Panny Marie v Cáchách | konec 8. stol.-1794 | - 966–1794* - ( Francouzská republika) | ne | | ne | ne | - Královská falc Sinzig (855–1065) - Panství Lontzen (1076-1794) |
| [ 19 ]  | Benediktinský klášter Comburg | 70. léta 10. stol.-1587 | - 14. stol.-1587 - ( Württemberské vévodství) | ne | Roku 1521 zmíněn v říšské matrice                                                                                      | Francký kraj (1500–1587) | Skrz podíl na rytířském zboží Künzelsau (konkrétně ves Stetten) v Kantonu Odenwald (1707–1802)                 | - Panství Weikersheim (12. století-1244) |
|         | Benediktinský klášter Corvey | 822–1784 | - Ex. 1220–1784/1803 - ( roku 1784 povýšen na biskupství s císařským potvrzením roku 1793) | 1220–1792/1803 | říšští preláti (1220-nejpozději 1582); Rada říšských knížat (nejpozději 1582–1784/1803)                                | Dolnorýnsko-vestfálský kraj (1500–1784/1803) | ne | - Emžská župa (Emslandgau) (9.–10. století) - Město a panství Volkmarsen (před 1155-1507, od r. 1304 drželo opatství již jen polovinu města) |
|         | Benediktinský klášter Disentis | cca 720–1798 | - 1048–1798 - ( Helvétská republika) | 1048–1798 | | Švábský kraj (1500–1545) | ne | - Panství Jörgenberg, prodané roku 1472 hrabatům z Hohenzollernu |
|         | Augustiniánská kanonie (od r. 1013 benediktinský klášter) Ebersburg | 934–1300 | - cca 1040–1300 - Bavorské vévodství | ne | | ne | ne | |
|         | Cisterciácký klášter Ebrach | 1127–1803 | - 1127?-1803 - ( Bavorské kurfiřtství) | ne | 1421 uveden v říšské matrice                                                                                           | ne | ne | ne |
|         | Augustiniánská kanonie Edelstetten | 1126–1803 | - 1783–1803 - ( Hrabství Edelstetten knížete de Ligne) | ne | ne | ne | Kanton Dunaj                                                                                                   | ne |
|         | Benediktinský klášter Echternach | 700–1794 | - 700–1794 (Od 16. stol. nejasná bezprostřednost, klášter považován zároveň za říšské opatství i jednoho ze zemských stavů habsburském Lucembursku) - ( Francouzská republika)                                                | ne | | Dolnorýnsko-vestfálský kraj | ne | - Vesnice Dreis (1148–1794) |
|         | Konvent augustiniánek v Eibingenu | 1148-1802; 1935-současnost                                                                                                   | ne, viz dále | ne | ne | ne | Skrz statek Bermersheim v Kantonu Horní Rýn (?-1795)                                                           | |
|         | Benediktinský klášter Einsiedeln | 934–1798 | - Ex. 965–1424/1648 - ( Kanton Schwyz/ Švýcarské spříseženství) | 1274–1798 | říšští preláti (do 16. století?)                                                                                       | Švábský kraj (1500–1545) | ne | - Panství Sankt Gerold ve Vorarlbersku |
|         | Benediktinský klášter Elchingen | 1128–1802 | - 1128–1802, roku 1484/95 císařské ztvrzení bezprostřednosti - ( Bavorské kurfiřtství), | ne | Kolegium švábských prelátů (1495–1802)                                                                                 | Švábský kraj (1500–1802) | Statek Unterwaldstetten v Kantonu Kocher                                                                       | |
|         | Benediktinský klášter Ellwangen (od roku 1460 kolegiátní kapitula s proboštem v čele)                                                                                                | 764–1802 | - Ex. 1011–1802 - ( Württemberské kurfiřtství) | 1213–1802 | Rada říšských knížat (1521–1802)                                                                                       | Švábský kraj (1500–1802) | Skrz panství Schwenningen a Unterwaldstetten v kantonu Kocher                                                  | - Panství Heuchlingen u Heilbronnu (15. století/1590-1802) |
|         | Klášter benediktinek Elten | 967–1802 | - 973–1802 - ( Pruské království) | 1390 (první zmínka) – 1802 | ne | ne | ne | ne |
|         | Benediktinský klášter Engelberg | 1120–současnost | - ?-1415 - ( Kanton Obwalden/ Švýcarské spříseženství) | ne | | Švábský kraj (1500–1545) | ne | |
|         | Konvent světských kanovnic Eschwege | 997–1527 | - 997–1039 - ( říšský klášter Gandersheim); - 1213–1527 - ( Hesenské lankrabství) | ne | | ne | ne | |
|         | Konvent světských katolických kanovnic Essen | cca 845–1803 | - mezi 874 a 947–1803 - ( Pruské království) | 1228–1803 | Kolegium rýnských prelátů                                                                                              | Dolnorýnsko-vestfálský kraj (1500–1803) | ne | |
|         | Benediktinský klášter Ettenheimmünster | 7. stol./poč. 12. stol.-1802                                                                                                 | 12.–16. stol. spory o bezprostřednost s fojty, od 1634 definitivně podřízen štrasburským knížatům-biskupům | ne | ne | ne | ne | ne |
|         | Benediktinský klášter Fulda | 744–1752 | - Ex. 765–1752/1802 - ( roku 1752 povýšen na biskupství) | 1170–1752/1802 (1220 pozemky kláštera povýšeny na knížectví) | Rada říšských knížat (16. stol.-1752/1803)                                                                             | Hornorýnský kraj (1500–1802) | ne | - Panství Barchfeld (1350-?) - Podíl na nedílovém panství (Ganerbeschaft) Bergheinfeld - Panství Weikersheim (9.–12. století) - Říšská doména Kassel (1008–1154) - Farnost Ramholz (?-1020) - Panství Schmalkaldy (874–1057) - Panství Staden (1156–1404)                                     |
|         | Konvent augustiniánek Fraulautern v Saarlouis | 1120–1791 | ne?, viz dále | ne | ne | ne | ne | - Panství Schwarzenholz (1235, resp. 1664-1791, resp. 1794) |
|         | Klášter benediktinek Fraumünster v Curychu | 853–1524 | - 1218–konec 13. století/ 1524 - ( Svobodné říšské město Curych/ Švýcarské spříseženství) | 1234–1524 | ne | ne | ne | - Kanton Uri (853–1173) |
|         | Cisterciácký klášter Fürstenfeld ve Fürstenfeldbrucku | 1258–1853 | - ( Bavorské vévodství) | ne | ne | ne | ne | ne |
|         | Klášter benediktinek (od r. 1568 konvent světských evangelických kanovnic) Gandersheim                                                                                               | 852–1810 | - 877/919/1208–1802* - ( Brunšvicko-wolfenbüttelské knížectví) | 1417–1802 | Kolegium rýnských prelátů                                                                                              | Saský, resp. Dolnosaský kraj (1500, resp- 1512–1802) | ne | - Klášterní panství Eschwege (1039–1213) |
|         | Klášter cisterciaček Gemünden | 10. stol. – 1568 | 10. stol. – 1336 | | ne | ne | ne | |
|         | Benediktinský klášter Gengenbach | mezi 727 a 735–1807 | - 9. století-1803 - ( Bádenské kurfiřtství) | ne | Kolegium švábských prelátů                                                                                             | Švábský kraj (1500–1803) | | |
|         | Klášter benediktinek (od r. 1525 konvent luterských světských kanovnic) Gernrode | 959–1614 | - Ex. 961–1614 - ( Anhaltské knížectví (vytvořeny tzv. seniorátní okrsky - Senioratsämter - Gernrode a Großalsleben ve správě vždy nejstaršího z panujících knížat, ale k užitku celému rodu)                                 | 1417-1728 (v l. 1614-1728 užíval každý z panujících anhaltských knížat i titulu "kníže z Gernrode")                                                             | Kolegium rýnských prelátů (1653-1803), hlas již po faktickém zániku kláštera držela anhaltská knížata společně         | Saský, resp. Hornosaský kraj (1500, resp. 1512–1728/1803), hlas po zániku kláštera dále držela společně anhaltská knížata                                     | ne | - Panství Großalsleben (961-1614) - Lenní hrabství Plötzkau v Anhaltsku, udílené různým ministeriálským rodům (12. století-1436) |
|         | Kanonie benediktinských kanovníků v Goslaru (nepřesně zvaná kolegiátní kapitulou Domstift), od reformace evangelická                                                                 | mezi 1040 a 1050-16. století, resp. 1803                                                                                     | - cca 1050–1803* - ( Pruské království) | ne | ne | ne | ne | - Panství Vallendar (1052-13. století) |
|         | Klášter benediktinek Göss v Leobenu | 1004–1783 (Budovy kláštery osídlilo po jeho zániku nově vzniklé biskupství)                                                  | - 1020–1783* - (habsburské Štýrské vévodství) | ne | ne | ne | ne | ne |
|         | Benediktinský klášter Gröningen | 936–1550 | - ?-1550 - ( Knížecí biskupství Halberstadt) | ne | ? | ne | ne | ne |
|         | Augustiniánská kanonie Großmūnster v Curychu | cca 800–1832 | - cca 800 – konec 13. století - Svobodné říšské město Curych | ne | | ne | | |
|         | Kartouza Grünau | po 1328–1803 | ne | ne | ne | Švábský kraj (1500-1803), vedena jako nestavovský člen (Nichtkreisständischer Mitglied) bez práva hlasu na krajském sněmu, platila fixní poplatek dle matriky | Kanton Odenwald (personalista)                                                                                 | ne |
|         | Klášter cisterciaček Gutenzell | 1237–1803 | - Ex. 1417–1803 - (Hrabství Gutenzell hraběte Toerringa) | ne | Kolegium švábských prelátů                                                                                             | Švábský kraj (1500–1803) | | - Třetina panství Achstetten (od r. 1447) |
|         | Cisterciácký klášter Heggbach | 1231–1803 | - 1429–1803 - (Hrabství Heggbach hraběte Waldbott-Bassenheim) | ne | Kolegium švábských prelátů                                                                                             | Švábský kraj (1500–1803) | | |
|         | Klášter cisterciaček Heiligkreuztal | 1227–1803 | - Ex. 1234–1750/1803 - (habsburské Lankrabství Nellenburg/ Württemberské kurfiřtství) | ne | | | ne | ne |
|         | Klášter Heilig Kreuz v Donauwörthu | kol. 1040–1803 | ne, viz dále | ne | ne | ne, viz dále | ne | - Ves Münster poplatná do Švábského kraje, ale bez krajského stavovství |
|         | Benediktinský klášter Helmarshausen | 944–1538 | - 997–1538 - ( Hesenské lankrabství) | ne | | | ne | ne |
|         | Benediktinský klášter Herbrechtingen (od roku 1536 evangelický konvent) | po 774–1648 | - Vláda císaře Fridricha II.-1648 - ( Württemberské vévodství) | ne | | | | |
|         | Benediktinský klášter Hirsau | kol. 765–1536; 1630–1651 (1536–1630 evangelická klášterní škola)                                                             | - ?-15. století (nominálně do roku 1534) - ( Württemberské vévodství) | ne | ? | ne | ne | ? |
|         | Kanonie katolických (od r. 1533 luterských kanovnic) Herford | 832–1802 | - Ex. 1147–1802* - ( Pruské království) | 1523–1802 | Kolegium rýnských prelátů (1653–1802)                                                                                  | Dolnorýnsko-vestfálský kraj (1500-1802) | ne | - Statky Möhlenbach, Arenberg a Immendorf u Koblence (868-?) |
|         | Cisterciácký klášter Herrenalb | 1147–1497 | - 1278–1497 - (část Bádenské markrabství, část Württemberské vévodství) | ne | | ne | ne | |
|         | Benediktinský klášter Hersfeld | 736–1606, formálně 1648 | - 775–1606, do 1617 evangelický administrátor, Již roku 1432 klášter uznal ochranná práva ze strany Hesenska - ( Hesensko-kasselské lankrabství)                                                                              | nejpozději od 14. století-1606, resp. 1866 (jako Hersfeldské knížectví v rámci Hesenska)                                                                        | říšští preláti (středověk), rada říšských knížat (16. století-1606)                                                    | Hornorýnský kraj (1500–1606) | ne | - Panství Hungen (782 – 14. století) - Panství Laubach (konec 8. století – 14. století) (obojí v Hesensku) - Hradské léno Wildungen (9.–12. století) |
|         | Benediktinský klášter Hirzenach (od r. 1296 proboštství siegburského kláštera Michaelsberg)                                                                                          | poč. 12. stol.-1802 | ne, viz dále | ne | ne | ne | ne | - Podíl na říšské doméně Boppard (12. století) |
|         | Benediktinský klášter Honnecourt u Cambrai | 691–1338 | - ?-1338 - ( Flanderské hrabství) | ne | | 1521 zmíněn v říšské matrice a ještě r. 1755 uváděn v oficiálních soupisech říšského majetku.                                                                 | ne | |
|         | Augustiniánská kanonie Hördt | 1103–1637 | ne, viz dále | ne | ne | ne | ne | - Svobodná říšská ves Bellheim (1303-před 1363) |
|         | Premonstrátská kanonie Ilfeld v Harzu | 1189–1546 | ne, ale oficiálně zvána říšským opatstvím | ne | ne | ne | ne | ne |
|         | Benediktinský klášter Irsee | 1186–1802 | - 1695–1802 - ( Bavorské kurfiřtství) | ne | Kolegium švábských prelátů (1695–1802)                                                                                 | Švábský kraj | | |
|         | Cisterciácký klášter Kaisheim (Kaisersheim) | 1135–1802 | - 1346/1370-? spory o bezprostřednost, neprosazeno; - 1757–1802 - ( Bavorské kurfiřtství) | ne | Kolegium švábských prelátů; Kolegium rýnských prelátů (obojí 1756–1802)                                                | Bavorský kraj (?-1757), Švábský kraj (1757-1803) | ne | |
| [ 75 ]  | Klášter benediktinek (od r. 1523 konvent světských evangelických kanovnic v rámci Starohesenského rytířstva) Kaufungen                                                               | 1017–současnost | - 1017–1089; konec 12. stol.-1527 - ( Hesensko-kasselské lankrabství) | ne | | Hornorýnský kraj (1500–1527) Ještě roku 1776 zmíněn v krajské matrice                                                                                         | ne | ne |
|         | Benediktinský klášter Kempten | 752–1802 | - 1062/1289–1802 - ( Bavorské kurfiřtství) | 1220/1360–1802 (r. 1524 klášterní statky povýšen na knížectví)                                                                                                  | Rada říšských knížat (1548–1803)                                                                                       | Švábský kraj (1500–1802) | ne | - Panství Hohentann (1502–1802) - Panství Rothenstein (1692–1802) - Panství Teisselberg |
|         | Klášter klarisek (Svaté Kláry) v Bamberku | 1341–1803 | - 1341–1802* - ( Bavorské kurfiřtství) | ne | ne | ne | ne | ne |
|         | Benediktinský klášter Klingenmünster (od r. 1490 rytířská akademie) | 626–1567 | - zmíněna 817 - Mohučské arcibiskupství - Ex.1115 – poč. 13. století - Hrabství Leiningen | ne | říšští preláti (?-1490)                                                                                                | ne | Kanton Střední Rýn 1490–1567                                                                                   | ne |
|         | Kolegiátní kapitula u Svatého Kuniberta v Kolíně | raný středověk-1802 | ne, viz dále | ne | ne | ne | | - Panství Osterspei (10. století) |
|         | Klášter voršilek v Kolíně (v l. 866-cca 900 kolegiátní kapitula) | 866–1803 | ne, viz dále | ne | ne | ne | ne | - Panství Guntersblum (mezi 922 a 927–1215) |
|         | Cisterciácký klášter Königsbronn (od r. 1635 klášter evangelických cisterciáků) | 1303-1556; 1630-1632; 1635-1648                                                                                              | - Ex. ?-1553 - Württemberské vévodství | ne | ne | Švábský kraj (1500-1553) | | |
|         | Klášter klarisek v Königsfeldenu | 1312-1528 | - 1312-1528 - ( Svobodné říšské město Bern/ Švýcarské spříseženství) | ne | | | | - Statky v Alsasku (-1528) - Statky ve Švábsku (-1528) |
|         | Benediktinský klášter Kornelimünster | 614–1802 | - 10. či poč. 11. stol.-1794/97/1801 - ( Francouzská republika) | 10. či poč. 11. stol.-1802 | Kolegium rýnských prelátů (1653–1802)                                                                                  | Dolnorýnsko-vestfálský kraj | ne | |
|         | Císařský rytířský katolický ústav šlechtičen Kraichgau se sídlem v Pforzheimu, od r. 1852 v Karlsruhe                                                                                | 1718/21-současnost | - 1718–1806 - ( Bádenské velkovévodství) | ne | ne | ne | Kanton Kreichgau                                                                                               | |
|         | Augustiniánská kanonie Kreuzlingen | cca 1125–1848 | - Ex. 1145–1648, až do r. 1803 platil matriční poplatky - ( Lankrabství Thurgau/ Švýcarské spříseženství) | ne | Kolegium švábských prelátů (1495–1542), až do r. 1803 se opaté titulovali jako říšští preláti                          | Švábský kraj (1500–1545) | | - Panství Hirschlatt u Buchhornu (1503/1749-1803, formálně jako rakouské léno) |
|         | Cisterciácký klášter Langheim | 1132–1803 | - ?-1803 - ( Bavorské kurfiřtství) | ne | ne | ne | Kanton Baunach                                                                                                 | |
|         | Augustiniánská kanonie Lautenbach | 8. století-1790 | - ?-1680 - ( Francouzské království) | ne | | ne | | |
|         | Benediktinský klášter Lerino (Lérins-Seborga) | 954–1729 | - 954–1729 - ( Sardinské království) | 1079–1729 | ne | ne | ne | ne |
|         | Klášter terciářek v Lindau (od r. 1528 konvent světských evangelických kanovnic) | před 1238–1528 | - ?-po 1528 - ( Říšské město Lindau) | ne | Kolegium švábských prelátů 1495-?                                                                                      | Švábský kraj (1500-?) | | |
|         | Konvent světských katolických kanovnic Lindau | cca 822–1802 | - 1466–1802* - (Knížectví Lindau knížete Bretzenheima) | 1466–1802 | Kolegium švábských prelátů 1495-1730                                                                                   | | ne | ne |
|         | Cisterciácký klášter Loccum (od r. 1585 klášter evangelických cisterciáků) | 1163–současnost | - 1163–1585? - ( Brunšvicko-callenberské knížectví) | ne | ne | ne | ne | ne |
|         | Benediktinský klášter (od r. 1248 premonstrátská kanonie) Lorsch | 764–1555 | - 772/852–1232 - ( Mohučské kurfiřtství) | ano | | ne | ne | - Panství Schweigern |
|         | Benediktinský klášter (od 1245 klášter benediktinek, od 1524 konvent světských evangelických kanovnic) Svatého Jana Evangelisty v Lübecku                                            | 1177-1803 | Ex. V letech mužského kláštera (cca 1200-1245) nepříliš úspěšně nárokována, po 1400 abatyší v podstatě prosazena, po reformaci uznána i městem Lübeckem a r. 1532 ztvrzena císařským privilegiem. Uznávána až do r. 1803.     | ne | Sporné říšské stavovství a členství v Kolegiu rýnských prelátů, nikdy nepřiděleno řádné členské číslo (1653-1803)      | ne | ne | ne |
|         | Benediktinský klášter (werdenská pobočná prelatura) Svatého Ludgera v Helmstedtu | cca 800–1802 (Stejný opat s klášterem ve Werdenu)                                                                            | - ?-1802* (roku 1490 ztracena bezprostřednost nad statky a vláda nad městem) - ( Brunšvicko-wolfenbüttelské knížectví) | ne | ne | ne? | ne | ne |
|         | Benediktinský klášter Lure (Lüders) (od r. 1556 spojeno s klášterem Murbach) | 817–1790 | - 959–1392 - (habsburské Lankrabství Sundgau) | 1218–1790 | Rada říšských knížat (1556-1759, zastoupena Murbachem)                                                                 | Hornorýnský kraj (viz Murbach) | ne, resp. viz Murbach                                                                                          | |
|         | Konvent světských katolických kanovnic Luxeuil | 585 až 590–1790 | - 11. století-1534 - ( Svobodné burgundské hrabství) | ne | říšští preláti | ? | ne | |
|         | Benediktinský klášter Malmédy | 645–1794 | - ?-1794 - ( Francouzská republika) | 1576–1794/1797 (spojeno s opatstvím ve Stavelotu) | Kolegium rýnských prelátů (?-1576); Rada říšských knížat (1576–1794/1797)                                              | Dolnorýnsko-vestfálský kraj | ne | - Hrabství Logne |
|         | Premonstrátská kanonie Marchtal | 1171–1803 | - cca 1500–1803 - (Knížectví Buchau knížete Thurn-Taxise) | ne | Kolegium švábských prelátů (cca 1500–1803)                                                                             | Švábský kraj | ne | |
|         | Klášter cisterciaček Marienborn | 1250–1559 | - ?-1559 - ( Isenbursko-büdingenské hrabství) | ne | ne | ne | | |
|         | Benediktinský klášter Maria Laach | 1093–současnost | ne, viz dále | ne | ne | ne | ne | Nedlové panství Grenzau (?-1213) |
|         | Klášter benediktinek Mariaberg | konec 13. stol.-1802 | - konec 13. stol.-1802 - ( Württemberské vévodství) | ne | ne | ne | ne | - Fojtská práva nad vsí Bronnen |
|         | Klášter cisterciaček Kreuztal Mariaburghausen | 1237-1978 | ano | ne | ne | ne | Kanton Baunach, dále skrz část statku Volkershausen v Kantonu Rhön-Wera                                        | ne |
|         | Ústav šlechtičen Marienberg (u Boppardu) (v l. 1918–1940 a 1946–1981 voršilkami provozovaná internátní škola)                                                                        | 1140–1802 | ne, viz dále | ne | ne | ne | Skrz statky Ehr a Mernich a část statku Siebenborn v Kantonu Dolní Rýn                                         | |
|         | Benediktinský klášter Marmoutier (Marmünster) | 659–1789 | - 659–1648 - ( Francouzské království) | ne | | | ne | |
|         | Cisterciácký klášter Maulbronn | 1106–1534; 1648–1806 | - Ex.1147/1156–1506 - ( Württemberské vévodství) | ne | říšští preláti | Švábský kraj | Skrz čtvrtinu rytířského panství Enzberg Kanton Hegau-Bodensee (1544–1685)                                     | - Tři čtvrtiny panství Niefern - Říšská ves (zřejmě?) Mühlhausen (1233–1508) |
|         | Benediktinský klášter Memleben | 975–1548 | - 10. stol.?-1548 - ( Saské kurfiřtství) | ne | | | ne | ne |
|         | Proboštství katedrální kapituly v Mohuči | 4. stol.-1803 | ? | ne | ne | ne | Skrz panství Heddernheim v Kantonu Střední Rýn (personalista)                                                  | ne |
|         | Benediktinský klášter Moutier-Grandval (od roku 1079 augustiniánská kanonie, kapitula a probošt-správce v l. 1533-1534 se sídlem v Solothurnu, v l. 1534-1793 se sídlem v Delémontu) | kol. 640-1797 | - Ex. 817 (první zmínka-999/1040/1210 - (Basilejské knížecí biskupství) | ne | Říšští preláti (817-1210?)                                                                                             | ne | ne | ne |
|         | Benediktinský klášter Michaelsberg v Siegburgu | 1064–1803 | - 1512–1676 - ( Vévodství Berg) | ne | Kolegium rýnských prelátů                                                                                              | Dolnorýnsko-vestfálský kraj | ne | - Nedílové panství Grenzau (?-1213) - Panství Adendorf (1453–1510) - Polovina vsi Gymnich jako léno Kolínského arcibiskupství |
|         | Benediktinský klášter Mondsee | 748–1791 | - 788–831 - ( Salcburské arcibiskupství); - Ex. 1142–1791* - ( Rakouské arcivévodství) klášterní bezprostřední statky mediatizovány již v roce 1505)                                                                          | ne | | | ne | |
|         | Benediktinský klášter Mönchroden | 1149-1531 | - ?-1531 - Sasko-coburské vévodství | ne | ne? | Bavorský kraj 1500-1538? (ještě r. 1532 v říšské matrice jako již sekularizovaný klášter)                                                                     | ne | ne |
|         | Benediktinský klášter Montmajour | 948–1786 | - 1209–1267 - ( Hrabství Provence) | ne | ne | ne | ne | ne |
|         | Klášter benediktinek (od 12. stol. konvent světských kanovnic) Munsterbilzen | poč. 8. stol.-1794 | - 1610-1773 - ( Knížecí biskupství Lutych) | 1610-1794 | ne | ne | | |
|         | Benediktinský klášter Münster im Gregoriental | 660–1789 | - 1235–1648 - ( Francouzské království) | ne | | Hornorýnský kraj | | |
|         | Benediktinský klášter Murbach (roku 1764 sekularizován v katolickou rytířskou akademii, probošt si podržel knížecí hodnost)                                                          | 727–1789 | - 788–1680 - ( Francouzské království) | 1228–1789 | Rada říšských knížat 1548–1759)                                                                                        | Hornorýnský kraj 1500–1680 | Kanton Breisgau-Hochschwarzwald (personalista, 1764–1789)                                                      | ne |
|         | Benediktinský klášter Muri | 1027–1841; 1845–současnost (obnoven jako klášter Muri-Gries)                                                                 | - Ex. 16. stol.-1798 - ( Helvétská republika) | 1701–1798 | v 16. stol. přizván do Kolegia švábských prelátů, od r. 1701 dokonce do knížecí rady, ani jednoho se nikdy nezúčastnil | ne, viz dále | od r. 1706 skrz statky Dürenmettstetten, Glatt, Dettlingen a Dettingen člen kantonu Neckar-Schwarzwald-Ortenau | - Ves Dettensee poplatná do Švábského kraje, ale bez krajského stavovství (od r. 1715) |
|         | Benediktinský klášter Neresheim | 1095–1803 | - 1756/1764–1803 - (Knížectví Buchau knížete Thurn-Taxise) | ne | Kolegium švábských prelátů (1763 či 1766–1803)                                                                         | Švábský kraj | | |
|         | Benediktinský klášter Neuenheerse | 868–1810 | - 871–1429 - ( Brunšvicko-göttingenské knížectví) | ne | | ne | | |
|         | Klášter benediktinek Nivelles | 640–1795 | - 870-vláda císaře Oty IV.; 1294–1443 - ( Brabantské vévodství) | abatyše roku 1143 označena za říšskou kněžnu | ? | ne | ne | |
|         | Konvent světských kanovnic Nordhausen | kol. 950–1802 | - 1220-? - ( Svobodné říšské město Nordhausen) | ne | | ne | ne | ne |
|         | Benediktinský klášter Novalesa (v l. 1646–1796 cisterciácký klášter) | 726–1796 (r. 1973–současnost obnoveno jako benediktinský klášter)                                                            | - 817 – poč. 13. století - Savojské hrabství | ne | ne | ne | ne | ne |
|         | Konvent augustiniánek Niedermünster v Řezně | před r. 700–1802 | - Ex. 1002–1803* - ( Řezenské knížecí arcibiskupství) | 1494-1803 | Kolegium rýnských prelátů (1654–1803)                                                                                  | Bavorský kraj (1654–1803) | ne | |
|         | Konvent augustiniánek Obermünster v Řezně | poč. 9. stol.-1810 | - Ex. 1002–1803* - ( Řezenské knížecí arcibiskupství) | 1315–1803 | Kolegium rýnských prelátů (1654–1803)                                                                                  | Bavorský kraj (1654–1803) | ne | |
|         | Klášter cisterciaček Oberschönenfeld | cca 1211–1803 | - asi 1248-? - ( Bavorské kurfiřtství) | ne | | | ne | ne |
|         | Konvent světských kanovnic Oberstenfeld (od r. 1535 konvent evangelických kanovnic)                                                                                                  | asi 1016–1803 | - ano - ( Württemberské vévodství) | ne | ne | ne | Kanton Kocher                                                                                                  | |
|         | Klášter benediktinek Odenheim (od r. 1496 rytířská akademie) | 1108–1496/1803 | - 1161–1802 - ( Bádenské markrabství) | ne | Kolegium rýnských prelátů                                                                                              | Hornorýnský kraj | ne, ačkoli sloužila potřebám rytířstva                                                                         | - Panství Schweigern |
|         | Benediktinský klášter Ochsenhausen | 1093–1803 | - 1488/1495–1803 - (Knížectví Ochsenhausen knížete Metternicha) | 1495?-1803 | Kolegium švábských prelátů                                                                                             | Švábský kraj | ne | - Svobodné panství Tannheim (1351–1803) |
|         | Benediktinský klášter Ottobeuren | 764–1803 | - 1299–1356 - ( Hornobavorské vévodství); - 1710–1803 - ( Bavorské kurfiřtství) | 1299-15. století | Platil poplatky v Kolegiu švábských prelátů a jednal v něm, ale nemohl hlasovat                                        | poplatný do Švábského kraje, ale bez krajského stavovství | ne | |
|         | Benediktinský klášter Panny Marie před hradbami Trevíru | | ne? | ne | ne | ne | ne | - Panství Butzweiler (1030–1794) |
|         | Konvent augustiniánek Pedernach | 1157–1552 | ne, viz dále | ne | ne | ne | ne | - Podíl na říšské doméně Boppard (12. století) |
|         | Benediktinský klášter Pegau | 1091-1539 | - ?-1539 - Saské vévodství albertinských Wettinů | ne | ne | ne | ne | |
|         | Konvent světských kanovnic Petersberg v Goslaru | 1045–1500 | - 1045–1500* - ( Říšské město Goslar) | ne | ne | ne | ne | |
|         | Benediktinský klášter Petershausen v Kostnici | 983–1802 | - poč. 13. stol/1566.-1802 - ( Bádenské markrabství) | ne | Kolegium švábských prelátů                                                                                             | Švábský kraj | ne | - Panství Hartshausen (990–1471) |
|         | Benediktinský klášter Pfäfers | 731–1801; 1803–současnost | - 8. století-905 - ( Švábské vévodství) - 1408–1483 - ( Hrabství Sargans/ Švýcarské spříseženství) - 1738-1798 (spíše jen autonomie) - ( Helvétská republika)                                                                 | ano | 1521 uveden v říšské matrice                                                                                           | Švábský kraj (1500–1545) | | |
|         | Benediktinský klášter Prüfening v Řezně | 1109–1803 | - ?-1803 - ( Řezenské knížecí arcibiskupství) | ne | ne | ne | ne | ne |
|         | Benediktinský klášter Prüm (od roku 1576 spojen s arcibiskupstvím v Trevíru) | 720–1794 | - 1222–1794 (formálně do r. 1797/1801) - ( Francouzská republika) | 1576–1797/1801 | Rada říšských knížat (1576–1797)                                                                                       | Dolnorýnsko-vestfálský kraj | ne | - Panství Adendorf (893-12. století) |
|         | Konvent světských evangelických kanovnic Quedlinburg | 936–1803 | - 936–1803 - ( Pruské království) | 966-1803 | Kolegium rýnských prelátů                                                                                              | Saský, resp. Hornosaský kraj | ne | - Lenní říšské panství Barby u Magdeburku udílené různým vládcům (974–1423) - Duderstadtská marka (974-1237) - Ves Breitenberg (zbytek Duderstadtské marky) (1237-1368) - práva ve Fojtlandu (?-po 1180)                                                                                      |
|         | Benediktinský klášter Reichenau | 724–1548 | - Ex. ?-1508/1535/40/48 - ( Kostnické knížecí biskupství) | ?-1548 | Kolegium švábských prelátů                                                                                             | Švábský kraj | ne | - Panství Grüningen (973-12. století); - Panství Mägdeberg (cca 920–1358, od r. pronajímáno ministeriálskému rodu von Dettingen) - Panství Möhringen (10. století-1520) |
|         | Benediktinský klášter Saint Rémi v Remeši | 7. století-1792 | ne (na území Francouzského království mimo říši) | ne | ne | ne | ne | - Tzv. "Země svatého Remigia" (Remigiusland) při řece Maase kolem města Kusen (932/52-1550/52) |
|         | Klášter benediktinek Remiremont | cca 620–1790 | - 1070–1566 - ( Lotrinské vévodství) | 1347–1790 | | ne | ne | |
|         | Benediktinský klášter Reinhausen (od r. 1542 luterský konvent) | 1079–1574 | ne | ne | ne | ne | | - Panství Neuengleichen (12. století) |
| [ 137 ] | Benediktinský klášter Rheinau | 844 (první zmínka)-1529; 1532-1798; 1803-1862                                                                                | - vláda Ludvíka Němce-? - ( Kostnické biskupství) - 1067-1455 (od poč. 15. stol. zpochybňována hrabaty ze Sulzu - ( Švýcarské spříseženství)                                                                                  | 1240 a 1241 opat uveden jako kníže | říšští preláti (již v prvních matrikách z l. 1422 a 1431 klášter neuveden)                                             | ne | ne | |
|         | Benediktinský klášter Rheinmünster ve Schwarzachu | 826 (první zmínka)-1803 | - ?-1032 - ( Špýrské biskupství); - konec 11. stol.-13. století/definitivně bezprostřední 1405, po r.1721, fakticky do roku 1803 neukončené soudní spory o bezprostřednost s Bádenským markrabstvím - ( Bádenské markrabství) | ne | | ne | ne | |
|         | Cisterciácký klášter Riddagshausen v Brunšviku | 1145–1569 | - krátce po 1145–1569 - ( Brunšvicko-wolfenbüttelské knížectví) | ne | ne | Saský, resp. Dolnosaský kraj (1500, resp. 1512-po 1776) | ne | |
|         | Premonstrátská kanonie Roggenburg | 1126–1803 | - mezi 1482 a 1485–1803 - ( Bavorské kurfiřtství) | ne | Kolegium švábských prelátů                                                                                             | Švábský kraj | ne | |
|         | Premonstrátská kanonie Mönchroth v Rot an der Rot | 1126–1803 | - Ex. 1376/1497–1803 - (Hrabství Roth hraběte Wartenberga) | ne | Kolegium švábských prelátů                                                                                             | Švábský kraj | ne | |
|         | Benediktinský klášter Rott na Innu | konec 11. stol.-1803 | - nejpozději 1279-kol. 1520 - Bavorské vévodství | ne | ? | Bavorský kraj (1500-kol. 1520) | ne | |
|         | Klášter cisterciaček Rottenmünster | 1224–1803 | - Ex. 1237–1803 - ( Württemberské kurfiřtství) | ne | Kolegium švábských prelátů                                                                                             | Švábský kraj (1500–1803) | ne | - Panství Rothenstein (1786–1803) |
|         | Benediktinský klášter Saalfeld | 1071–1526 | - ?-1526 - ( Saské kurfiřtství) | ne | | Saský, resp. Hornosaský kraj (1500, resp. 1512-po 1532) | | - Panství Oppurg (1074-?) |
|         | Kanonie světských katolických kanovnic Säckingen | 6. století-1806 | - 10. století-1388 (od r. 1173 sporná) - (habsburské Lankrabství Breisgau) | 1307–1806 | ne | ne | ne | - Kanton Glarus (9. století – 1388) |
|         | Benediktinský klášter Saint Maurice | 5. století-současnost | - Ex.?-8. století - (Hornoburgundské království); - po 1034-16. století - ( Hrabství Wallis/ Švýcarské spříseženství) | ne | ne | ne | ne | |
|         | Benediktinský klášter Sankt Aegidii (svatého Jiljí) v Norimberku | cca 1140–1525 | - cca 1140–1525* - ( svobodné město Norimberk) | ne | ne | ne | ne | ne |
|         | Benediktinský klášter Sankt Alban v Mohuči (od r. 1419 kolegiátní rytířský konvent)                                                                                                  | 805–1795 | ne | ne | ne | ne | Kanton Střední Rýn (personalista)                                                                              | - Panství Nackenheim (1615–1795) |
|         | Benediktinský klášter Sant´ Ambrogio (svatý Ambrož) v Miláně | po 313–současnost | ne? | ne | ne | ne | ne | - Říšská hrabství Limonta, Civenna a Campione |
|         | Benediktinský klášter Saint-Claude (původně zván keltsky Condat nebo po sv. Eugendovi Saint-Oyend)                                                                                   | cca 420-1742 | - Ex., poprvé garantována Karlem Velikým, definitivně 1184-1678 - ( Francouzské království) | ne | ne | ne | ne | ne |
|         | Benediktinský klášter Sankt Blasien (Svatého Blažeje) | před pol. 11. stol.-1806 | - 1212/1215 - cca 1469 - ( habsburské lankrabství Breisgau) | 1746–1806 | říšští preláti (1212/1215-1250)                                                                                        | ne | ne | - Panství Bonndorf (od r. 1699 hrabství) v Kolegiu švábských hrabat (od r. 1613) a Švábském kraji (1609–1803) - Panství Krenkingen (1275–1803, r. 1609 sloučeno s Bonndorfem) |
|         | Benediktinský klášter Sankt Emmeram (svatý Jimram) v Řezně | cca 739–1803 | - 972/1295–1803* - ( Řezenské knížecí arcibiskupství) | 1731–1803 | Kolegium rýnských prelátů (1295–1802)                                                                                  | Bavorský kraj (1500–1803) | ne | ne |
|         | Benediktinský klášter Saint Foy v Conques | 8. století-1424 | ne, mimo říši, součást Francie | ne | ne | | | - Říšská doména Sélestat (11.–13. století) |
|         | Benediktinský klášter Sankt Florian v Koblenci | | ne | ne | ne | ne | | - Panství Osterspei (10. století) |
|         | Benediktinský klášter St. Gallen | 613–1805 | - 1207–1648/1798 (od r. 1648 kondominátní vláda opata a Švýcarského spříseženství) - ( Švýcarské spříseženství/ Helvétská republika)                                                                                          | 1207 (první zmínka)-1798 | | Švábský kraj | ne | - Panství Neu Ravensburg poplatné do Švábského kraje, avšak bez krajského stavovství (1270–1451, znovu od r. 1608); - Panství Grüningen (805–973); - Panství Mägdeberg (8. století – cca 920); - Klášter s panstvím Pfäfers (909–920) - Panství Nagold (786–1007); - Statek Rißtissen (838-?) |
|         | Benediktinský klášter Sankt Georgen im Schwarzwald | 1083–1806 (po reformaci přesunut do předorakouského (breisgavského)Villingenu, kde s přerušeními od roku 1538 fungoval dále) | - Ex. 1218 – mezi 1245 a 1250; - Statky hrabat z Falkensteinu - 1418–1536 - Württemberské vévodství | ne | ? | ? | | |
|         | Benediktinský klášter Sankt Georg v Isny | 1096–1803 | - 1781–1803* - ( Hrabství Isny hraběte Quadt-Wykrath) | ne | Kolegium švábských prelátů (1781–1803); Kolegium rýnských prelátů (1781–1803)                                          | Švábský kraj | | |
|         | Konvent augustiniánek (od r. 1495 klášter benediktinek) u Svaté Irminy (též Oeren) v Trevíru                                                                                         | 1148–1805 | ne, viz dále | ne | ne | ne | ne | - Ves Aach - Panství Osterspei (10. století) |
|         | Katedrální kapitula v Trevíru | poč- 4. stol.-současnost | ? | ne | | ne | ne | - Panství Schillingen se vsí Waldweiler a polovinou vsi Heddert |
|         | Benediktinský klášter Sankt Jakobsberg u Mohuče | 1050–1791 | ne, viz dále | ne | ne | ne | Skrz panství Planing člen Kantonu Horní Rýn                                                                    | |
|         | Benediktinský klášter Sankt Johann v Turitalu | 1152–1626 | - 1152–1555 - ( Okněžněné opatství St. Gallen) | ne | ne | Švábský kraj (1500-1552) | ne | |
|         | Benediktinský klášter Sankt Pantaleon v Kolíně | 955–1794 | - 955–1641 - ( Říšské město Kolín) | ne | ? | | | Podíl na říšské doméně Boppard (10.–12. století) |
|         | Benediktinský klášter Sankt Peter ve Schwarzwaldu | před 1073 (na dnešním místě od r. 1093)–1803                                                                                 | - ne/1361–1803* - ( Bádenské velkovévodství) | ne | 1521,1545 a 1551 uveden jako plátce v říšské matrice                                                                   | ne | ne | ne |
|         | Benediktinský klášter St. Matthias v Trevíru | 5. stol.-1783/1802; 1922–současnost                                                                                          | ne?, viz dále | ne | ne? | ne | ne | - Panství Krettnal-Niedermenig; - Panství Pellingen |
|         | Benediktinský klášter Sankt Maximin v Trevíru | 4. stol.-1669 | - kol. r. 1100–1139 (až do r. 1802 vedli opati spory o bezprostřednost) - ( Trevírské kurfiřtství) | ne | ? | Kraj porýnských kurfiřtství (1512–1669) | ne | - Hradské léno Freudenburg (1589–1794) - Trhová ves Perl - Panství Guntersblum (od dob krále Lotharingie Zwentibolda do let mezi 922 a 927) |
|         | Benediktinský klášter Saint Oyen | 639–1742 | - 817–1149 - ( Hrabství Dauphiné); - 1184–1291 - ( Hrabství Dauphiné) | ne | ne | ne | ne | ne |
|         | Farnost při kostele Svatého Pavla v Trevíru | 4. století-současnost | ne, viz dále | ne | ne | ne | ne | - Polovina vsi Heddert |
|         | Kolegiátní kapitula Svatého Quirina v Neuss | asi 850–1797 | ne, viz dále | ne | ne | ne | ne | - Podíl na říšské doméně Boppard (10.–12. století) |
|         | Benediktinský klášter Svatý Ulrich a Afra v Augsburgu | 10. stol.-1802 | - Ex. 1577/1643-1802 - ( Svobodné město Augsburg) | ne | Kolegium rýnských prelátů                                                                                              | poplatný do Švábského kraje, ale bez krajského stavovství | ne | |
|         | Kolegiátní kapitula Svatého Vojtěcha v Cáchách | před 1005–1802 | - před 1005–1794/1802 - ( Francouzská republika) | ne | | ne | ne | ne |
|         | Cisterciácký klášter Salem (Salmansweiler) | 1136–1803 | - mezi 1138 a 1152–1803 - (část Bádenské kurfiřtství, část Knížectví Buchau knížete Thurn-Taxise) | ne | Říšští preláti (1354–1495); Kolegium švábských prelátů (1495–1802)                                                     | Švábský kraj | ne | |
|         | Klášter Sankt Simeon v Trevíru | 1035–1804 | ne | ne | ne | | | - Panství Nalbach (1048–1784) |
|         | Benediktinský klášter Saská Kamenice | 1136–1546 | - ?-1538 - ( Saské vévodství albertinských Wettinů) | ano | | ne | ne | - Vsi v pozdějším obvodu města Chemnitz: Klaffenbach, Adorf, Neukirchen, Gablenz aj. (1200-1538) - Další vsi v pozdějším obvodu města Chemnitz: Furth, Borna, Heinersdorf aj. (1338-1538) - Panství Rabenstein (1375-1538)                                                                    |
|         | Klášter benediktinek Selz | 991–1801 | - 992–1481 - ( Falcké kurfiřtství) | ne | | Kraj porýnských kurfiřtství (personalista) | ne | ne |
|         | Benediktinský klášter Allerheiligen (Všech Svatých) v Schaffhausenu | 1049–1529 | - 1190–1529 - ( Kanton Schaffhausen/ Švýcarské spříseženství) | ne | | Švábský kraj (1500–1545) | ne | |
|         | Konvent světských katolických (od r. 1529 evangelických) kanovnic Schänis | 9. stol.-1803 | - 1045–1438 - ( Švýcarské spříseženství) | ano | | Švábský kraj (16. stol.) | ne | ne |
|         | Benediktinský klášter Schlüchtern | 8. století-1609 | ne, viz dále | ne | | | | - Farnost Ramholz (1020-pozdní 13. století) |
|         | Cisterciácký klášter Schöntal | 1153–1802 | - 1418–1802 (od r. 1495 bezprostřednost zpochybňována Mohučským kurfiřtstvím) - ( Württemberské kurfiřtství) | ne | ne | ne | Skrz rytířské panství Aschhausen v Kantonu Odenwald (1671–1802)                                                | ne |
|         | Premonstrátská kanonie Steingaden | 1147–1803 | - 1147–1425 - ( Bavorsko-mnichovské vévodství) | ne | ne | ne | ne | ne |
|         | Premonstrátská kanonie Schussenried | 1183–1803 | - Ex. 1440–1803 - (Hrabství Schussenried hraběte Šternberk-Manderscheida) | ne | Kolegium švábských prelátů                                                                                             | Švábský kraj (1500–1803) | ne | |
| [ 169 ] | Benediktinský klášter Schuttern | 603–1801 | - 975–1507 - (habsburské lankrabství Breisgau) | ne | Kolegium švábských prelátů, roku 1521 zmíněn v říšské matrice                                                          | Švábský kraj (1500–1507) | | |
|         | Kolegiátní kapitula Sint Servaas (Svatého Serváce) v Maastrichtu | před 774–1797 | - 9. století-1204; - 1632–1794/97* - ( Francouzská republika) | ne | ne | ne | ne | - Panství Vaesrade |
|         | Klášter klarisek Söflingen | 1258–1803 | - 1773–1803 - ( Bavorské kurfiřtství) | ne | Kolegium švábských prelátů (1775–1797)                                                                                 | | | |
|         | Benediktinský klášter Stavelot (Stablo) | 651–1794 | - 1576–1794 - ( Francouzská republika) | 1576–1794 (spojeno s opatstvím v Malmédách) | Rada říšských knížat (1576–1794/1801)                                                                                  | Dolnorýnsko-vestfálský kraj (1500-1794) | ne | - Hrabství Logne |
|         | Benediktinský klášter Svatého Jiří Stein am Rhein | 1007–1572 | - 15. stol.-1526 - ( Kanton Schaffhausen/ Švýcarské spříseženství) | | | Švábský kraj (1500–1545) | ne | |
|         | Cisterciácký klášter Sturzelbronn v Lotrinsku | 1135–1790 | ? | | | | | |
|         | Benediktinský klášter Tegernsee | kol. 765–1803 | 978-? | 1230–1348 opat občas římskými panovníky označen za knížete | | Švábský kraj (1500–1545) | ne | ne |
|         | Tak zvaná Terra Sancti Benedicti v držbě benediktinského kláštera Monte Cassino (v l. 1321–1367 krátce povýšeno na biskupství)                                                       | cca 529–současnost | - Ex. 744–1185 (až do roku 1503 suverenita mimo Svatou říši římskou) - ( Neapolské království) | ne, ale od r. 1057 měl opat přednost před všemi ostatními opaty, od r. 1504 rovnocenný s generálními opaty a představenými řádů a arciopat Cassinské kongregace | ne | ne | ne | |
|         | Benediktinský klášter Sv. Mořice v Tholey | 634-1806 | ne, viz dále | ne | ne | ne | ne | - Podíl na říšské vsi Michelbach pod svrchovaností vévody lotrinského, od r. 1778 kurfiřta trevírského |
|         | Konvent světských katolických kanovnic Thorn | cca 975–1795 | - 1292–1794/1801 - ( Francouzská republika) | 1310-1795 | Kolegium rýnských prelátů                                                                                              | Dolnorýnsko-vestfálský kraj | ne | |
|         | Premonstrátská kanonie Ursberg | mezi 1126 a 1128–1803 | 1143–1803 | ne | Kolegium švábských prelátů                                                                                             | Švábský kraj; Bavorský kraj | ne | |
|         | Premonstrátská kanonie Urspring (převorství kanonie Sankt Georgen ve Schwarzwaldu)                                                                                                   | po 1127–1806 | - ?-1806 - ( Württemberské království) | ne | ne | ne | ne | |
|         | Kolegiátní kapitula Panny Marie v Utrechtu | cca 1150–1811 | ne, viz dále | ne | ne | ne | ne | Nedílové panství Grenzau (?-1213) |
|         | Benediktinský klášter San Michele ve Veroně | 772-13. století | kol. 1220-zánik | ne | ne | ne | ne | ne |
|         | Konvent světských kanovnic Vreden | konec 8. stol.-1810 | - 1055; - ( Brémské biskupství) - ?-1085 - ( Kolínské arcibiskupství); - ?-1261 - ( Münsterské biskupství) | ne | ne | ne | ne | ne |
|         | Klášter benediktinek (od roku 1431 konvent šlechtických augustiniánek) St. Margarethen ve Waldkirchu                                                                                 | mezi 918 a 926–1431/1802 | - 994-1431 - ( Panství svobodných pánů Eschenbach-Schnabelburg) | 994-? | ? | ne | ne | |
|         | Cisterciácký klášter Valdsasy (od 1925 klášter cisterciaček) | mezi 1128 a 1132–1556/60; 1661–1803; 1925–současnost                                                                         | - 1147–1543 - (Horní Falc, resp. Falcko-Neubursko) | 1147–1537; 1661–1803 | říšští preláti | Bavorský kraj (1500–1543) | ne | ne |
|         | Cisterciácký klášter Walkenried | 1127–1648 | - 1274/1542–1648 - ( Brunšvicko-wolfenbüttelské knížectví) | ne | ne | Hornosaský kraj (1500-1648) | ne | ne |
|         | Benediktinský klášter Weingarten | 1056–1803 | - 1274–1803 - Nasavsko-oranžsko-fuldské knížectví | ne | Kolegium švábských prelátů (1495–1803)                                                                                 | Švábský kraj (1500–1803) | ne | - Panství Blumenegg ve Vorarlbersku (1648–1803) - Panství Sankt Gerold (1648–1803) - Říšská ves Hoßkirch (12. století) |
|         | Benediktinský klášter Weltenburg | 617-1803; 1842-současnost | - kolem 800 (zmíněna 817) - kol. šmalkaldské války ? - Bavorské vévodství | ne | V 15. a 16. století veden v říšských matrikách                                                                         | ? | ne | ne |
|         | Premonstrátská kanonie Weissenau | 1145–1802 | - 1164–1802 - (Hrabství Schussenried hraběte Šternberk-Manderscheida) | ne | Kolegium švábských prelátů                                                                                             | Švábský kraj | ne | |
|         | Benediktinský klášter (od r. 1524 kolegiátní kapitula) Weissenburg/Wissembourg | 7. stol.-1524/1789 | - ?-1546 - ( Knížecí biskupství špýrské) | 1546–1797 | Rada říšských knížat – personalista (1546–1797/1801)                                                                   | Hornorýnský kraj (1500–1797/1801) | ne | ne |
|         | Evangelický rytířský ústav šlechtičen Weizenbach | 1734–současnost | ano | ne | ne | ne | Kanton Rhön-Wera                                                                                               | |
|         | Benediktinský klášter Werden | 799–1803 | - 877–1803 - ( Pruské království) | ?-1803 | Kolegium rýnských prelátů                                                                                              | Dolnorýnsko-vestfálský kraj | ne | |
|         | Augustiniánská kanonie Wettenhausen | 1130–1803 | - 1566–1803 - ( Bavorské kurfiřtství) | ne | Kolegium švábských prelátů                                                                                             | Švábský kraj | ne | |
|         | Rytířská duchovní akademie Wimpfen | 9. či 10. století-1802 | - ?-1802 - ( Knížectví Leiningen) | ne | ne | ne | Kanton Kreichgau                                                                                               | - Panství Schweigern |
|         | Benediktinský klášter Wiblingen u Ulmu | 1037–1806 | - kol. r. 1500–1701 - (habsburské Přední Rakousy) | ne | ne | ne | ne | ne |
|         | Benediktinský klášter Wülzburg | 11. stol.-poč. 16. stol. | - ?-14. století - ( Norimberské purkrabství) | | | | | |
|         | Augustiniánská kanonie v Xantenu | 752 (první zmínka – 1802 | ne, viz dále | ne | ne | ne | ne | - Panství Guntersblum (1215–1237) |
|         | Klášter benediktinek Zella | cca 1100-1525; 1588-1810 | ne, viz dále | ne | ne | ne | ne | - Říšská ves Strut (1273-1525) |
|         | Benediktinský klášter Zwiefalten | 1089–1802 | - 1749–1802 - ( Württemberské kurfiřtství) | ne | Kolegium švábských prelátů (1750–1802)                                                                                 | Švábský kraj | | - Říšská ves Pfullingen (1303-přelom 14./15. století) - Panství Großengstingen (1717-1750) - Polovina vsi Derendingen (pol. 11. století-1750) |
| Znak    | Název | Existence | Říšská bezprostřednost | Knížecí titul | Říšské stavovství | Krajské stavovství | Říšské rytířstvo                                                                                               | Další říšská bezprostřední území |

### Říšská opatství, jejichž bezprostřednost zanikla do roku 1200
Některá opatství přišla o svou bezprostřednost záhy, ještě před procesem rozštěpení (teritorializace) Svaté říše římské na konci štaufské epochy. Tehdejší přímo podřízení panovníkovi neznamenalo zdaleka takovou míru svrchovanosti a nezávislosti jako v pozdějších staletích. Z tohoto důvodu jsou tato opatství apod. vypsána odděleně.
| Znak | Název | Existence | Říšská bezprostřednost                                          | Země, jíž území připadlo po zániku duchovního státečku | Knížecí titul                                                      |
| ---- | --- | --- | --------------------------------------------------------------- | --- | ------------------------------------------------------------------ |
|      | Klášter benediktinek Altmünster v Mohuči                                                                          | 734-1781 | 817-krátce po 817                                               | Mohučské arcibiskupství |                                                                    |
|      | Benediktinský klášter Anhausen u Bolheimu                                                                         | 768 (první zmínka) – krátce po 912; obnoven v l. 1115–1536                                                                         | 768–895                                                         | Eichstättské biskupství | ne                                                                 |
|      | Benediktinský klášter Baume                                                                                       | 903–1759 | 1157–1177                                                       | Svobodné burgundské hrabství | ne                                                                 |
|      | Klášter benediktinek Bergen u Neuburgu an der Donau                                                               | 976–1542 | 976–1007                                                        | Bamberské biskupství | ne                                                                 |
|      | Benediktinský klášter Bobbio                                                                                      | před 628–1133; 1161 resp. 1199–1802                                                                                                | Ex. 628–1133                                                    | Změněno na biskupství Bobbio v arcibiskupství Janov, na nátlak papeže opatství obnoveno, ale již bez říšské bezprostřednosti při zachování biskupství a biskupského hrabství Bobbio | ne                                                                 |
|      | Konvent augustiniánek Sv. Salvátora a Sv. Julie v Brescii                                                         | 733–1798 | 733–838                                                         | Biskupské hrabství Brescia | ne                                                                 |
|      | Benediktinský klášter Cruas                                                                                       | cca 750-poč. 17. století | 817-9. století                                                  | Hrabství Viviers | ne                                                                 |
|      | Benediktinský klášter Ebersmunster                                                                                | 667–1791 | ?-889                                                           | Alsaské vévodství | ne                                                                 |
|      | Kolegiátní kapitula Enger                                                                                         | 947–1810 | 947–968                                                         | Magdeburské arcibiskupství | ne                                                                 |
|      | Klášter benediktinek Erstein                                                                                      | 849–1422 | 849–1191                                                        | Štrasburské biskupství | ne                                                                 |
|      | Benediktinský klášter Étival (v l. 880–1147 konvent světských kanovnic, v l. 1147–1789 premonstrátská kanonie)    | cca 650–1789 | ?-1180                                                          | Klášter Andlau | ne                                                                 |
|      | Benediktinský klášter Farfa ve Faře                                                                               | asi pol. 4. stol.-současnost | Ex. 967 - cca 1180                                              | Papežský stát | ne                                                                 |
|      | Klášter benediktinek (od r. 1137 benediktinský (mužský) klášter Favernay                                          | 747–1789 | 817 a 870 označen za říšské opatství                            | Burgundské království |                                                                    |
|      | Benediktinský klášter Faurndau                                                                                    | 875-? | 875–895                                                         | Župa Bertoldsbaar v Alamanii | ne                                                                 |
|      | Benediktinský klášter St. Salvátor ve Feuchtwangenu (od r. 1197 augustiniánská kanonie, 1540 evangelický konvent) | 817 (1. zmínka) – 1563 (v l. před 768 – před 817 pod jménem Sankt Martin)                                                          | 817 – mezi po 817 a 10. stoletím (nedostatek pramenných zmínek) | Augšpurské biskupství | ne                                                                 |
|      | Konvent světských kanovnic Fischbeck (od r. 1559 luterský)                                                        | 955 (první zmínka)-1559; 1559–současnost                                                                                           | ?-955; kol. r. 1025–1147                                        | Corveyské opatství | ne                                                                 |
|      | Kolegiátní kapitula Fosses                                                                                        | 650–1794 | 650-před r. 908                                                 | Lutyšské biskupství | ne                                                                 |
|      | Benediktinský klášter Gunzenhausen                                                                                | existoval kol. r. 823 | ?-823                                                           | Benediktinský klášter Ellwangen |                                                                    |
|      | Klášter benediktinek Frauenchiemsee                                                                               | 782–1803 | 788-po 955                                                      | Salcburské arcibiskupství | ne                                                                 |
|      | Benediktinský klášter Herrieden                                                                                   | 797–888 (v l. 888–1806 kolegiátní kapitula)                                                                                        | 797–888                                                         | Eichstättské biskupství | ne                                                                 |
|      | Konvent augustiniánek (od roku 1585 konvent světských luterských kanovnic) Hilwartshausen                         | 960-současnost | 960-cca 1000; 1007-po 1156                                      | Hildesheimské biskupství (poprvé); Saské vévodství (podruhé) |                                                                    |
|      | Konvent světských kanovnic Hohenbourg (též Mont Sainte-Odille)                                                    | 680–1546 (1683–1791 obnoveno jako premonstrátská kanonie, znovu obnoveno r. 1892–současnost jako klášter františkánek)             | 817 – krátce po 817                                             | Alsaské vévodství | Abatyše po celý středověk často v listinách titulována jako kněžna |
|      | Benediktinský klášter Holzkirchen                                                                                 | Před 775–1552 | ?-775                                                           | Fuldské opatství | ne                                                                 |
|      | Benediktinský klášter Hornbach                                                                                    | cca 741–1557 | cca 850–1087                                                    | Špýrské biskupství | ne                                                                 |
|      | Benediktinský klášter Kemnade u Bodenwerderu                                                                      | cca 960–1542 | 1004–1147                                                       | Corveyské opatství (již od roku 1144 pod fojtskou správou hrabat z Winzenburgu) | ne                                                                 |
|      | Konvent augustiniánek Kitzingen                                                                                   | 745–1525 | 745-11. století (ještě r. 1521 však v říšské matrice)           | Panství Hohenlohe | ne                                                                 |
|      | Benediktinský klášter Kremsmünster                                                                                | 777–současnost | 777 – před 976                                                  | Pasovské biskupství | ne                                                                 |
|      | Konvent světských kanovnic Liesborn (od r. 1131 benediktinský klášter)                                            | 815–1803 | 815–1019                                                        | Hrabství Werl-Arnsberg | ne                                                                 |
|      | Augustinánská kanonie Limburg an der Lahn                                                                         | 910–1802 | 910–1065 (podle jiných zdrojů až r. 1232)                       | Špýrské biskupství (podle jiných zdrojů Trevírské arcibiskupství) | ne                                                                 |
|      | Benediktinský klášter Lobbes                                                                                      | cca 660–1794 | ?-881, resp. 889                                                | Lutyšské biskupství | ne                                                                 |
|      | Benediktinský klášter Lucedio                                                                                     | ?-901 (v l. 1124–1784 obnoveno jako cisterciácký klášter)                                                                          | ?-901                                                           | Biskupství Como di Vercelli | ne                                                                 |
|      | Benediktinský klášter Mattsee                                                                                     | 765–1045 (od r. 1045 po současnost kolegiátní kapitula)                                                                            | 817–907                                                         | Salcburské arcibiskupství | ne                                                                 |
|      | Klášter benediktinek Masevaux                                                                                     | cca 720/730-1704 | 817-9. či 10. století                                           | Alsaské vévodství | ne                                                                 |
|      | Konvent světských kanovnic Meschede (od 1310 augustiniánská kanonie)                                              | 9. stol. (první bezpečná zmínka roku 910) – 1805                                                                                   | 9. stol. – 1042                                                 | Kolínské arcibiskupství | ne                                                                 |
|      | Benediktinský klášter Metten                                                                                      | 766–1803; 1840–současnost | 817 – po 1051                                                   | Bavorské vévodství | ne                                                                 |
|      | Benediktinský klášter Mosbach                                                                                     | 825 (první zmínka) – mezi 1000 a 1025 (dále až do r. 1564 kolegiátní kapitula, roku 1556 přijato luterství, roku 1559 kalvinismus) | 825 (první zmínka) – 979                                        | Wormské biskupství | ne                                                                 |
|      | Benediktinský klášter Moyenmoutier                                                                                | 671–915; 960–1790 | 817-9. století                                                  | Toulské biskupství | ne                                                                 |
|      | Augustiniánská kanonie Münchsmünster (od r. 1131 benediktinský klášter)                                           | 925–1556 | 925–1133                                                        | Bamberské knížecí biskupství | ne                                                                 |
|      | Benediktinský klášter Nantua                                                                                      | 671–1100 | 817–862                                                         | Lyonské biskupství | ne                                                                 |
|      | Benediktinský klášter Niederalteich (v l. 950–990 kolegiátní kapitula)                                            | 741–1803 | 857–1153 Také v majetku panství Spitz (830-?)                   | Bavorské vévodství | ne                                                                 |
|      | Klášter benediktinek Niedernburg (roku 1826 obnoven jako konvent anglických panen)                                | 739–1806 | 739–976; 1010–1161                                              | Pasovské biskupství (poprvé i podruhé) | ne                                                                 |
|      | Benediktinský klášter Nienburg nad Sálou                                                                          | 975–1563 | Konec 10. století-1166                                          | Magdeburské knížecí arcibiskupství |                                                                    |
|      | Benediktinský klášter Nonantola                                                                                   | 752–současnost | 780–1188                                                        | Savojské hrabství | ne                                                                 |
|      | Benediktinský klášter Pöhlde                                                                                      | 952 (1. zmínka) – 1525 | 952 (1. zmínka) – 981                                           | Magdeburské arcibiskupství | ne                                                                 |
|      | Benediktinský klášter Polling (od roku 1010 augustiniánská kanonie)                                               | kol. 750-1803 | ?-1065                                                          | Brixenské biskupství |                                                                    |
|      | Benediktinský klášter Romainmôtier                                                                                | 7. století–současnost | Ex. ?-888                                                       | Burgundské království | ne                                                                 |
|      | Benediktinský klášter v Saint Dié (od r. 996 augustiniánská kanonie)                                              | 870–současnost | 870 – konec 9. století                                          | Alsaské vévodství |                                                                    |
|      | Benediktinský klášter v Saint Martin                                                                              | 361–současnost | 817 a 870 zmíněn jako říšské opatství                           | |                                                                    |
|      | Benediktinský klášter Seligenstadt                                                                                | 815-1803 | 817-1002                                                        | Würzburské biskupství |                                                                    |
|      | Benediktinský klášter Susteren                                                                                    | 714–1795 | 714–891                                                         | Prümské opatství | ne                                                                 |
|      | Klášter benediktinek u Svatého Štěpána ve Štrasburku                                                              | 774-1534 | 817-1003                                                        | Štrasburské biskupství | ne                                                                 |
|      | Benediktinský klášter Thiel                                                                                       | 640–1795 | ?–950                                                           | Utrechtské biskupství | ne                                                                 |
|      | Konvent augustiniánek (od r. 996 klášter benediktinek) Vilich                                                     | 942-16. století | 987–1182                                                        | Kolínské arcibiskupství | ne                                                                 |
|      | Augustiniánská kanonie Weilburg                                                                                   | 912–1555 | 912–993                                                         | Wormské biskupství | ne                                                                 |
|      | Benediktinský klášter Wessobrunn (v l. 955–1064 kolegiátní kapitula)                                              | 817 (1. zmínka) -1803 | 817–1155                                                        | Augšpurské biskupství | ne                                                                 |
| Znak | Název | Existence | Říšská bezprostřednost                                          | Země, jíž území připadlo po zániku duchovního státečku | Knížecí titul                                                      |

### Bezprostřední doményŘádu německých rytířů
| Název | Existence                                                            | Říšská bezprostřednost případně po r. 1806 suverenita (v závorce země jíž území připadlo po zániku duchovního státečku či stát nástupnický) | Knížecí titul                                                                            | Říšské stavovství                                                                           | Krajské stavovství                                                                                                   |
| Mistrovský úděl Německých rytířů v Mergentheimu (Deutschmeistertum Mergentheim)                                                  | 1219–1809                                                            | viz knížectví Mergentheim a komenda Virnsberg | 1494–1918 (viz dále)                                                                     | viz dále                                                                                    | bezprostřední subjekty viz dále                                                                                      |
| --- | -------------------------------------------------------------------- | --- | ---------------------------------------------------------------------------------------- | ------------------------------------------------------------------------------------------- | --- |
| Vysoký a německý mistr a knížectví Mergentheim                                                                                   | 1525–1809                                                            | 1219–1809 (v l. 1219–1525 sídlo Německého mistra, od 1525/27 sídlo též Vysokého mistra) | 1494 (pro německého mistra)-1918 (v r. 1527 sloučení funkce Vysokého a Německého mistra) | Rada říšských knížat (1529–1806)                                                            | Francký kraj (1500–1806)                                                                                             |
| Komenda Virnsberg | 1294–1806                                                            | - 1294–1796 - (pruské Markrabství Ansbach) | ne                                                                                       | ne                                                                                          | Francký kraj (zastoupeno Mergentheimským knížectvím)                                                                 |
| Bailiva Franky (Ballei Franken)                                                                                                  | 1216–1806                                                            | viz zemské komturství a jednotlivé komendy | ne                                                                                       | ne                                                                                          | Francký kraj (1500–1806)                                                                                             |
| Bailiva Franky – zemské komturství v Ellingenu (v l. 1788–1796 sídlo Vysokého a německého mistra)                                | 1216–1786 (poté jen řádové pozemky či sídlo velmistra, viz výše)     | - 1216–1806 - ( Bavorské království) | ne                                                                                       | ne                                                                                          | Francký kraj (zastoupeno celou bailivou Franky)                                                                      |
| Komenda Horneck | kolem 1371–1805                                                      | kolem 1371–1805 ( Württemberské království) | ne                                                                                       | ne                                                                                          | Francký kraj (zastoupeno Bailivou Franky)                                                                            |
| Komenda Eschenbach | 1236 – mezi 1306 a 1315 (majetek komendy předán norimberské komendě) | 1236–1809 (od cca 1315 jako část řezenské komendy) ( Bavorské království) | ne                                                                                       | ne                                                                                          | Francký kraj (zastoupeno bailivou Franky)                                                                            |
| Komenda Sankt Ägid (Svatého Jiljí) v Řezně                                                                                       | 1210–1809                                                            | - 1210–1806 - ( Řezenské knížecí arcibiskupství) | ne                                                                                       | ne                                                                                          | Francký kraj (zastoupeno bailivou Franky)                                                                            |
| Komenda Gangkofen | 1279–1806                                                            | - 1279–1805* - ( Bavorské království) | ne                                                                                       | ne                                                                                          | Francký kraj (zastoupeno bailivou Franky)                                                                            |
| Komenda Heilbronn | po roce 1220–1805                                                    | - po roce 1220–1805 - ( Württemberské království) | ne                                                                                       | ne                                                                                          | Francký kraj (zastoupeno bailivou Franky)                                                                            |
| Komenda Kloppenheim | 1269–1809                                                            | - 1719–1809 (před r. 1719 komenda součástí "Svobodného soudu" (Freigericht) Kaichen, korporaci sdružených různých stavovských subjektů (klášterů, vesnic, rytířů), ve volném lenním závazku k Purkrabství Friedberg) - ( Hesensko-darmstadtské velkovévodství) | ne                                                                                       | ne                                                                                          | Francký kraj (zastoupeno bailivou Franky, příslušnost od r. 1719)                                                    |
| Komenda Norimberk | 1230–1809                                                            | - 1230–1333 - ( Purkrabství Norimberk); - 1648–1806* - ( Bavorské království) | ne                                                                                       | ne                                                                                          | Z hlediska bezprostřednosti žádný, od r. 1500 Francký                                                                |
| Komenda Rothenburg ob der Tauber                                                                                                 | 1237–1672                                                            | - 1237–1672 - ( říšské město Rothenburg) | ne                                                                                       | ne                                                                                          | Francký kraj (zastoupeno bailivou Franky)                                                                            |
| Komenda Aichach (roku 1396 přemístěna do Blumenthalu)                                                                            | 1250–1805                                                            | - 1250–1805 - ( Bavorské kurfiřtství) | ne                                                                                       | ne                                                                                          | Francký kraj (zastoupeno bailivou Franky)                                                                            |
| Komenda Donauwörth-Lauterbach | 1214–1805                                                            | - 1214–1805 - ( Bavorské kurfiřtství) | ne                                                                                       | ne                                                                                          | Francký kraj (zastoupeno bailivou Franky)                                                                            |
| Komenda Münnerstadt (Bailiva Franky)                                                                                             | 1336–1809                                                            | - 1336–1809 - ( Velkovévodství würzburské) | ne                                                                                       | ne                                                                                          | Francký kraj (zastoupeno bailivou Franky)                                                                            |
| Bailiva Švábsko-Alsasko-Burgundsko                                                                                               | 1220–1806 (od r. 1440 sídlil zemský komtur v Altshausenu)            | viz jednotlivé komendy | ne                                                                                       | Kolegium rýnských prelátů (hlas z tradičních důvodů v podobě: Bailiva Alsasko a Burgundsko) | Švábská část stavovství ve Švábském kraji (mimo Altshausen), komendy ve Francii a Švýcarsku bez krajské příslušnosti |
| Komenda a zemské komturství (od r. 1440) Altshausen (sídlo Švábsko-alsasko-burgundské bailivy) s panstvími Ellhofen a Fessenheim | 1264–1806                                                            | - 1264–1806 - ( Württemberské království) | ne                                                                                       | Kolegium švábských hrabat, zároveň formálně podíl na hlasu Alsasko-burgundské bailivy       | ne |
| Panství Achberg (spravováno přímo komendou Altshausen)                                                                           | 1691-1805                                                            | - 1691-1805 - Hohenzollernsko-sigmaringenské knížectví | ne                                                                                       | zastoupeno komendou Altshausen                                                              | ne |
| Panství Hohenfels (spravováno přímo komendou Altshausen)                                                                         | 1506-1805                                                            | - 1506-1805 - Hohenzollernsko-sigmaringenské knížectví | ne                                                                                       | zastoupeno komendou Altshausen                                                              | ne |
| Komenda Beuggen | 1246–1806 (do r. 1440 sídlo zemského komtura)                        | - 1246–1806 - ( Bádenské velkovévodství) | ne                                                                                       | zastoupeno Alsasko-burgundskou bailivou                                                     | Švábský kraj |
| Komenda Mainau s panstvím Blumenfeld                                                                                             | 1272–1805                                                            | - 1730–1805 - ( Bádenské kurfiřtství) | ne                                                                                       | zastoupeno Alsasko-burgundskou bailivou                                                     | |
| Komendy Rohr a Waldstetten | 1673–1806                                                            | - 1673–1806 - ( Bavorské království) | ne                                                                                       | zastoupeno Alsasko-burgundskou bailivou                                                     | |
| Komenda Andlau | 1258–1801                                                            | - 1258–1680* - ( Francouzské království) | ne                                                                                       | zastoupeno Alsasko-burgundskou bailivou                                                     | ne |
| Komenda Mylhúzy | 1232–1680                                                            | - 1232–1801* - ( Francouzská republika) | ne                                                                                       | zastoupeno Alsasko-burgundskou bailivou                                                     | ne |
| Komenda Basilej | 1258–1801                                                            | - 1258–1801* - ( Helvétská republika) | ne                                                                                       | zastoupeno Alsasko-burgundskou bailivou                                                     | ne |
| Komenda Kaysersberg | cca 1295–1801                                                        | - cca 1295–1680* - ( Francouzské království) | ne                                                                                       | zastoupeno Alsasko-burgundskou bailivou                                                     | ne |
| Komenda Rouffach | cca 1230–1789                                                        | - cca 1230–1680* - ( Francouzské království) | ne                                                                                       | zastoupeno Alsasko-burgundskou bailivou                                                     | ne |
| Bailiva Hesensko (Ballei Hessen)                                                                                                 | 1333-1809                                                            | viz jednotlivé komendy | ne                                                                                       | ne                                                                                          | ne |
| Komenda Ober-Flörsheim | 1237–1801                                                            | - 1237–1795 - ( Francouzská republika) | ne                                                                                       | ne                                                                                          | ne |
| Komenda Schiffenberg | 1333-1809                                                            | - 1323-1807 - ( Vestfálské království) | ne                                                                                       | ne                                                                                          | ne |
| Komenda Wetzlar | 1285-1809                                                            | - jen skrz lesy u Heusenstammu, 1285-1809 - ( Knížectví Isenburg) | ne                                                                                       | ne                                                                                          | ne |
| Bailiva Biesen (Ballei Biesen)                                                                                                   | 1228/1270-1809                                                       | viz jednotlivé komendy | ne                                                                                       | ne                                                                                          | ne |
| Komenda Gemert | před 1249–1797                                                       | - 1366–1797 - ( Batávská republika) | ne                                                                                       | ne                                                                                          | ne |
| Komenda Sint Pieters-Voeren | 1242–1798                                                            | - 1242–1794 - ( Francouzská republika) | ne                                                                                       | ne                                                                                          | ne |
| Bailiva Koblenc | 1216–1810                                                            | skrz komendu Elsen | ne                                                                                       | Kolegium rýnských prelátů                                                                   | Kraj porýnských kurfiřtství                                                                                          |
| Komenda Elsen | 1263–1795                                                            | - 1263–1795 - ( Francouzská republika) | ne                                                                                       | Zastoupena bailivou Koblenc                                                                 | Zastoupena bailivou Koblenc                                                                                          |
| Bailiva "na Adiži a v horách" (Ballei An der Etsch und im Gebirge)                                                               | 1269–1811; 1819–1929                                                 | ne | ne                                                                                       | ne                                                                                          | Rakouský kraj (personalista)                                                                                         |
| Bailiva Rakousko (Ballei Österreich)                                                                                             | 1280–současnost (od roku 1809 sídlo velmistra s centrem ve Vídni)    | ne | ne                                                                                       | ne                                                                                          | Rakouský kraj (personalista)                                                                                         |
| Název | Existence                                                            | Říšská bezprostřednost případně po r. 1806 suverenita (v závorce země jíž území připadlo po zániku duchovního státečku či stát nástupnický) | Knížecí titul                                                                            | Říšské stavovství                                                                           | Krajské stavovství                                                                                                   |

### Bezprostřední domény Johanitů, resp.Maltézských rytířů
| Název | Existence                  | Říšská bezprostřednost případně po r. 1806 suverenita (v závorce země jíž území připadlo po zániku duchovního státečku či stát nástupnický)     | Knížecí titul       | Říšské stavovství                           | Krajské stavovství                          |
| --- | -------------------------- | --- | ------------------- | ------------------------------------------- | ------------------------------------------- |
| Německé velkopřevorství a panství/knížectví Heitersheim (administrativně součást Hornoněmecké bailivy) (Großpriorat Fürstentum Heitersheim) | 1428–1806                  | - 1272–1806 (v l. 1272–1428 panství pod správou freiburské komendy) - ( Bádenské velkovévodství)                                                | 1548–1807           | Rada říšských knížat (1548–1806)            | Švábský kraj (1548–1806)                    |
| Velkopřevorské hrabství Bonndorf |                            | - 1803–1806 (v době držby Johanity) - ( Bádenské velkovévodství)                                                                                | viz velkopřevorství | 1803–1806 (předtím viz klášter St. Blasien) | 1803–1806 (předtím viz klášter St. Blasien) |
| Bailiva Horní Německo (Ballei Oberdeutschland)                                                                                              |                            | |                     |                                             |                                             |
| Komenda Rexingen | cca 1275–1806              | - cca 1275–1806 - ( Württemberské království)                                                                                                   | ne                  | ne                                          | ne                                          |
| Komenda Rohrdorf | 1309–1806                  | - 1309–1806 - ( Württemberské království) | ne                  | ne                                          | ne                                          |
| Komenda Dätzingen | 1263–1806                  | - 1263–1806 - ( Württemberské království) | ne                  | ne                                          | ne                                          |
| Komenda Villingen | 1253–1806                  | - ne, pouze skrze svá bezprostřední panství Neuhausen (1329–1805), Dürheim (cca 1300–1805) a Weigheim (1317–1805) - ( Württemberské království) | ne                  | ne                                          | ne                                          |
| Klášter St. Peter ve Schwarzwaldu | 1803–1806                  | - 1803–1806 (předtím viz výše) - ( Bádenské velkovévodství)                                                                                     | ne                  | ne                                          | ne                                          |
| Bailiva Franky (Ballei Franken) |                            | |                     |                                             |                                             |
| Komturství Würzburg |                            | - ne, pouze skrze svou bezprostřední ves Biebelried (1244–1275) - ( Velkovévodství Würzburg)                                                    | ne                  | ne                                          | ne                                          |
| Komenda Biebelried | 1275–1806                  | - 1244–1806 (1244–1275 pod správou Würzburského komturství) - ( Velkovévodství Würzburg)                                                        | ne                  | ne                                          | ne                                          |
| Bailiva Braniborsko (Ballei Brandeburg) |                            | |                     |                                             |                                             |
| Komenda Mirow | mezi 1226 a 1242–1541/1648 | - mezi 1226 a 1242–1541/1648 - ( Meklenbursko-zvěřínské vévodství)                                                                              | ne                  | ne                                          | ne                                          |
| Komenda Gartow | 1360–1483                  | - 1360–1483 - ( Lüneburské knížectví) | ne                  | ne                                          | ne                                          |
| Autonomní komturství Heimbach (Komturai Heimbach)                                                                                           | 1185–1795                  | - 1185–1795 - ( Francouzská republika) | ne                  | ne                                          | ne                                          |
| Název | Existence                  | Říšská bezprostřednost případně po r. 1806 suverenita (v závorce země jíž území připadlo po zániku duchovního státečku či stát nástupnický)     | Knížecí titul       | Říšské stavovství                           | Krajské stavovství                          |

### Mylně uváděné říšské kláštery
Několik klášterů ve Svaté říši římské z různých důvodů chybně označováno za říšská opatství. Na prvním místě to bylo proboštství ve vestfálském Cappenbergu, ležícím na území biskupského knížectví Münster. Proboštství sice bylo součástí biskupských domén, na rozdíl od zbytku knížectví však nespadalo pod žádný z říšských krajů. Snad tahle politicko-geografická zvláštnost vedla k tomu, že v textech mírové smlouvy z Lunéville, kde se hovoří o náhradách pro vládce z levého břehu Rýna, je Cappenberg uveden jako bezprostřední proboštství, kterým nikdy nebyl. Omyl, od té doby tradovaný v četné odborné literatuře byl ještě posílen tím, že bývalé konventní statky se v roce 1826 staly pruským stavovským panstvím Cappenberg-Scheda, zřízeným pro pruského ministra Fridricha von Stein. Za říšská bezprostřední opatství jsou též někdy označována opatství sdružená spolu s dalšími subjekty (rytíři, svobodnými vesnicemi apod.) ve Stavovské republice Kaichen (oficiálně „Svobodný soud“, něm. Freigericht) v Hesensku. Ze tří klášterů: Naumburg, Ilbenstadt a Engelthal, však jen první dva zasedaly mezi zemskými stavy „republiky“ a navíc Kaichen byl sám volným lénem Friedberského purkrabství. Ilbenstadt se roku 1657 marně pokusil o získání bezprostřednosti a roku 1803 se Ilbenstadt a Engelthal staly po zániku Kaichenu a své sekularizaci staly sídelními zámky a panstvími vedlejších větví rodu Solmsů. Říšskými opatstvími ovšem nikdy nebyly. Za říšsky bezprostřední byla někdy chybně také augustiniánská kanoie Wengen u Ulmu, i když jí nebyla.
Některé kláštery se neúspěšně pokusily získat říšskou bezprostřednost soudní cestou, což vedlo v literatuře rovněž k omylům. V 17. století se pokoušel o vymanění se ze závislosti na essenských abatyších ženský klášter v Rellinghausenu, o totéž se po celý vrcholný středověk pokoušel braniborský klášter Zinna a po celé říši je známo ještě více podobných případů, vedoucím k omylům. Uvedené případy nebyly říšskými preláty ani v nejširším smyslu tohoto pojmu.

## "Neříšští" preláti jako říšská knížata
Ve Svaté říši římské existovalo také několik církevních institucí, většinou soustředěných v Rakouských a Českých zemích, jejichž představitelé nebyli říšskými preláty v žádném smyslu, ačkoli pocházeli ze Svaté říše, kde ležela i jejich instituce (klášter, kapitula a podobně), chyběla jim ale bezprostřednost i říšské stavovství. Přesto ovšem získali tito duchovní hodnostáři titul říšských knížat. Jejich knížecí titul byl obdobou těch titulů světských knížat, jejichž říšský titul byl pouhým vyznamenáním s platností v celé říši (v Čechách např. Kinští či Clary-Aldringenové). Šlo o následující případy knížecích prelátů:
- V roce 1133 byl opat benediktinského kláštera Svatého Michala v Lüneburgu nazván v císařské listině říšským knížetem. Není však jisté, byl-li knížetem doopravdy, či zda jde o omyl písařské kanceláře.
- K českým knížatům-prelátům patřila především kněžna-abatyše kláštera sv. Jiří na Pražském hradě, k jejímž mimořádným právům patřilo privilegium korunovat české královny. Knížecí stav, říšský i český, obdržela od krále Karla IV. roku 1348. Dodnes jsou symboly její duchovní a světské moci – berla a knížecí čapka, uchovávány v expozici Příběh pražského hradu ve Starém královském paláci. Zlacená, rudým sametem vyložená čapka, zhotovená roku 1553 podle staršího vzoru pro abatyši Ludmilu Blíživskou z Blíživé,[197] je spolu s knížecím kloboukem rájeckých Salmů jednou z pouhých dvou prokazatelně knížecích čepic dochovaných v ČR. V roce 1782 Josef II. klášter zrušil a práva abatyše včetně oprávnění korunovat české královny a práva nosit knížecí čapku svatojiřských abatyší, přešla na abatyše Tereziánského ústavu šlechtičen.
- V roce 1365 byl Karlem IV. povýšen do stavu říšských knížat probošt kolegiátní kapituly u Sv. Štěpána (od roku 1469 a vzniku biskupství je katedrální kapitulou) ve Vídni. Knížecí titul proboštů přetrval až do roku 1918.
- Od dob Karla IV. do husitských válek byl říšským knížetem také probošt kolegiátní kapituly u Sv. Petra a Pavla na Vyšehradě
- Od roku 1510 patřil k říšským knížatům také velmistr, resp. vysoký mistr (Hochmeister) rytířského Řádu svatého Jiří z Korutan. Přestože tento Habsburky velmi podporovaný řád vlastnil v Rakouských zemích a zejm. v Korutanech řadu statků, mj. také bývalé říšské hrabství Sternberg, patřící původně vládnoucím hrabatům ze Sternbergu a Heunburgu, nepodařilo se řádu nikdy získat žádné aktuálně bezprostřední území. Po smrti posledního velmistra v roce 1598 navíc již nový velmistr nebyl zvolen a knížecí titul toho roku zanikl.
- Dne 22. září 1706 udělil císař Josef I. říšský knížecí titul abatyším Ústavu šlechtičen svatých andělů, zřízeném v roce 1701 na Dobytčím trhu na Novém Městě v Praze. Abatyše měla právo na knížecí erb s routovým, tzv. dámským štítem. O den později udělil císař abatyším ještě český knížecí titul. První kněžnou-abatyší tohoto ústavu šlechtičen byla Marie, hraběnka z Berlepsch. Ta se ovšem brzy finančně vyčerpala při výstavbě svého paláce a v roce 1709 roztrpčeně opustila Prahu.[198] Po její smrti roku 1723 nebyla již zvolena nová abatyše, takže po dlouhém mezidobí se novou řádnou abatyší (a kněžnou) stala až 14. května 1738 Marie Gabriela, hraběnka Černínová, jmenovaná císařem Karlem VI.[199] Dne 11. října 1755 ovšem Marie Terezie této abatyši knížecí hodnost odebrala a posléze ji přenesla na abatyši nově zřízeného Tereziánského ústavu šlechtičen na Pražském hradě.[200] Fakticky však knížecí hodnost zanikla až smrtí Marie Gabriely v roce 1758. Ústav sám ovšem skončil svou činnost teprve v roce 1918 se zánikem monarchie.
- V roce 1755 vznikl Tereziánský ústav šlechtičen na Pražském hradě a od 2. února 1766 byly jeho první abatyše, arcivévodkyně Marie Anna zároveň titulární říšskou kněžnou, přičemž titul byl dědičný i pro další abatyše a na Tereziánský ústav přešel ze zrušeného ústavu šlechtičen na Novém Městě. V roce 1791 na abatyše Tereziánského ústavu, konkrétně na druhou abatyši, arcivévodkyni Maria Annu, navíc přešlo právo korunovat české královny, zděděné po abatyších zrušeného kláštera sv. Jiří, jejichž klášter roku 1782 zanikl.[201]
- Od roku 1772 do roku 1918 byla říšskou kněžnou abatyše tzv. Savojského ústavu šlechtičen ve Vídni.
- Klášter cisterciaček "Hvězda Panny Marie" (St. Marienstern) v Horní Lužici byl ještě v 19. století nazýván "fürstliches Jungfrauenstift".[202] Není ovšem příliš pravděpodobné, že by jeho abatyše byla někdy jmenována kněžnou či dokonce říšskou kněžnou.

## Suverénní preláti mimo Svatou říši římskou
Svatá říše římská byla množstvím duchovních státečků a velikostí podílu biskupů a prelátů na světské moci v evropských dějinách unikátním fenoménem. Nebyla ale jedinou evropskou, kde se podařilo hodnostářům církve, nikoli nezbytně katolické, dosáhnout autonomie či dokonce nezávislosti a vladařského postavení. V západní Evropě existovalo několik klášterů silně podporovaných místními králi, jejichž představitelé se těšili statusu suveréna. Ve španělském kraji Burgos byl takovýmto „královským“ klášterem Santa Maria la Real de las Huelgas. Cisterciácká abatyše tohoto kláštera, založeného králem Alfonsem VIII., se mohla těšit z privilegia, podle něhož klášter sloužil mj. jako jedna z královských rezidencí (domicil). Ve Francii se až do francouzské revoluce těšil zvláštním privilegiím klášter Faremoutiers, založený již kolem roku 620 jako dvojklášter pro mužskou i ženskou řeholi benediktinů. Stejně jako ve španělském Huelgasu, byl pak ve Francii přiznám jednomu z klášterů titul „královský“. šlo o klášter benediktinek Fontevrault a jeho abatyše s titulem „velkoabatyše“ tradičně pocházela buď z královské rodiny nebo z řad nejvyšší francouzské šlechty.
Ve východním Středomoří a východní Evropě byli suverénními preláty představitelé křižáckých duchovních řádů: Johanité a jejich státy na Kypru, Rhodu a Maltě, kterým vládl vždy velmistr řádu a Němečtí rytíři se svým řádovým státem v Pobaltí, rovněž po světské, více nežli po duchovní stránce řízeného voleným velmistrem. V pravoslavném prostředí jsou dobře známé mnišská republika Meteora a ještě v současnosti fungující republika Athos s řadou atributů skutečného státního celku. Tyto „státy“ ovšem byly nebo jsou řízené spíše komunitně, demokraticko-oligarchicky a neměly nikdy představitele panovnického střihu.